# George B. McClellan
George Brinton McClellan (Philadelphia, Pennsylvania, 1826. december 3. – Orange, New Jersey, 1885. október 29.) amerikai katona, politikus és katonai szakíró. Az Amerikai Egyesült Államok hadseregének tábornoka, az amerikai polgárháborúban a Potomac hadsereg parancsnoka, New Jersey államának 24. kormányzója és az 1864-es elnökválasztáson a Demokrata Párt színeiben elnökjelölt.
Ő szervezte meg a Potomac hadsereget, és 1861 novemberétől 1862 márciusáig ő volt a szárazföldi haderőt vezénylő tábornok. A háború kezdetén fontos szerepet játszott abban, hogy az északi haderőt megfelelően felkészítsék. Aprólékosan tervezte és készítette elő hadműveleteit, ezért bírálói szerint a harcmezőn nehézkes volt, a nem tervezett hadi eseményeket pedig ellenfelei jobban használták ki – rendre sokkal gyorsabban és hatékonyabban csoportosították át erőiket emiatt többnyire túlbecsülte ellenfeleinek erejét, és késlekedett teljes haderejét bevetni, amikor a harc üteme azt megkívánta.
McClellan 1862-es Virginia-félszigeti hadjárata nem ért célt: vissza kellett vonulnia Robert E. Lee tábornagy létszámhátrányban levő Észak-virginiai Hadserege elől, és a konföderációs fővárost, Richmondot sem sikerült bevennie. Bár a véres antietami csatával megakadályozta, hogy Lee elfoglalja Marylandet, de Lee taktikai zsenialitásának eredményeként a lényegesen kisebb déli haderőt nem tudta legyőzni. Abraham Lincoln McClellan gyenge hadászati képességét okolta az elmaradt győzelemért. Ezért először a szárazföldi haderő éléről mozdította el, majd a Potomac hadsereg parancsnoki posztjáról is leváltotta. Így nyilatkozott McClellanről: „Ha már maga nem is képes harcolni, abban azért kiváló, hogy másokat felkészítsen a harcra”.
Nem sikerült Lincoln elnök bizalmába férkőznie és a politikai vezetés végül alkalmatlannak tartotta arra, hogy ő legyen a főparancsnok. A katonák közt ennek ellenére igen népszerű volt, mert törődött megfelelő kiképzésükkel és biztosította járandóságaikat. Leváltása után a politika felé fordult, és demokrata elnökjelöltként Lincolnnal szemben indult az 1864-es elnökválasztáson. Kampánya sikerét aláásta, hogy pártja háborúellenes programját elutasította annak ellenére, hogy az Amerikai Konföderációs Államokkal vívott polgárháború tárgyalásos lezárásának lehetőségét hordozta magában. A háború és az azt követő rekonstrukció után 1878-tól 1881-ig New Jersey 24. kormányzójává választották. Élete vége felé írni kezdett, főleg a Virginia-félszigeti hadjáratban és a polgárháborúban vállalt szerepét elemezte.
A történészek többsége szerint McClellan gyenge harctéri parancsnoknak bizonyult, de van olyan vélemény is, mely szerint tehetséges parancsnok volt, akiből az Unió vereségeit magyarázni igyekvő Lincoln-párti háttéremberek mesterkedése csinált bűnbakot. Emiatt katonai pályafutásának megítélése nem egységes. A háborút követően Ulysses S. Grantet megkérték, hogy értékelje McClellant mint katonát. Grant válaszában kijelentette: „McClellan számomra egyike a háború rejtélyeinek.” Lee tábornok, viszont arra a kérdésre, hogy kit tartott a polgárháborúban az unionisták legtehetségesebb parancsnokának, azt válaszolta: „Kétségkívül McClellant!”

## Fiatalsága és karrierjének kezdete
McClellan Philadelphia városában született, apja az ismert szemsebész, dr. George McClellan (1796–1847), a Thomas Jefferson University alapítója. Apai ágon skót felmenőkkel rendelkezett. Anyja, Elizabeth Sophia Steinmetz Brinton McClellan (1800–1889) köztiszteletben álló jómódú pennsylvaniai családból származó előkelő úrhölgy volt. A házaspárnak öt gyermeke született: elsőként egy lány, Frederica, majd utána három fiú, John, George és Arthur és végül a második lány, Mary. A nagyszülők egyike az amerikai függetlenségi háború tábornoka, a connecticuti Samuel McClellan.
George kora gyermekkorától fogva kitűnt éles eszével és a könyvek imádatával, melyeket nagyapja könyvtárában talált. Frederica emlékei szerint George „a legokosabb, legvidámabb és legnagylelkűbb volt a fiúk között -- lágy szívű, gyengéd és életteli. Érettebb volt a koránál, imádta a könyveket és a tanulmányokat és szintúgy a vidámságot és a bolondozás,s lelke mindig a becsületért sóvárgott.” 1840-ben, 13 éves korában a Pennsylvaniai Egyetem diákja lett, ahol jogot tanult. Két évvel később azonban katonai iskolába jelentkezett a már megkezdett jogi tanulmányok helyett. Édesapja John Tyler, az Amerikai Egyesült Államok elnöke számára írt levelének segítségével az ifjú George-ot 1842-ben felvették a katonai akadémiára, holott a szabályok szerint elvileg 16 éveseknél nem vettek fel fiatalabbakat.
A West Pointon energikus és becsvágyó kadét volt és behatóan érdeklődött Dennis Hart Mahan tanításai, valamint Antoine-Henri Jomini stratégiaelméleti elvei iránt. Leginkább olyan déli arisztokratákkal volt barátságban, mint James Stuart, Dabney Maury, Cadmus Wilcox és A. P. Hill. Társaságukban McClellan megismerte a délen élő amerikaiak gondolkodását, valamint az északi és a déli államok között kialakuló ellentéteket, melyek végső soron a polgárháború kitöréséhez vezettek. 1846-ban végzett, osztálya 59 kadétjából a második legjobb eredményt érte el, csak Charles Seaforth Stewart múlta felül, köszönhetően annak, hogy McClellan gyengébb rajzkészséggel rendelkezett nála. Az avatást követően címzetes hadnagyként kapott beosztást az Egyesült Államok hadseregének hadmérnöki karában.

### A mexikói–amerikai háború

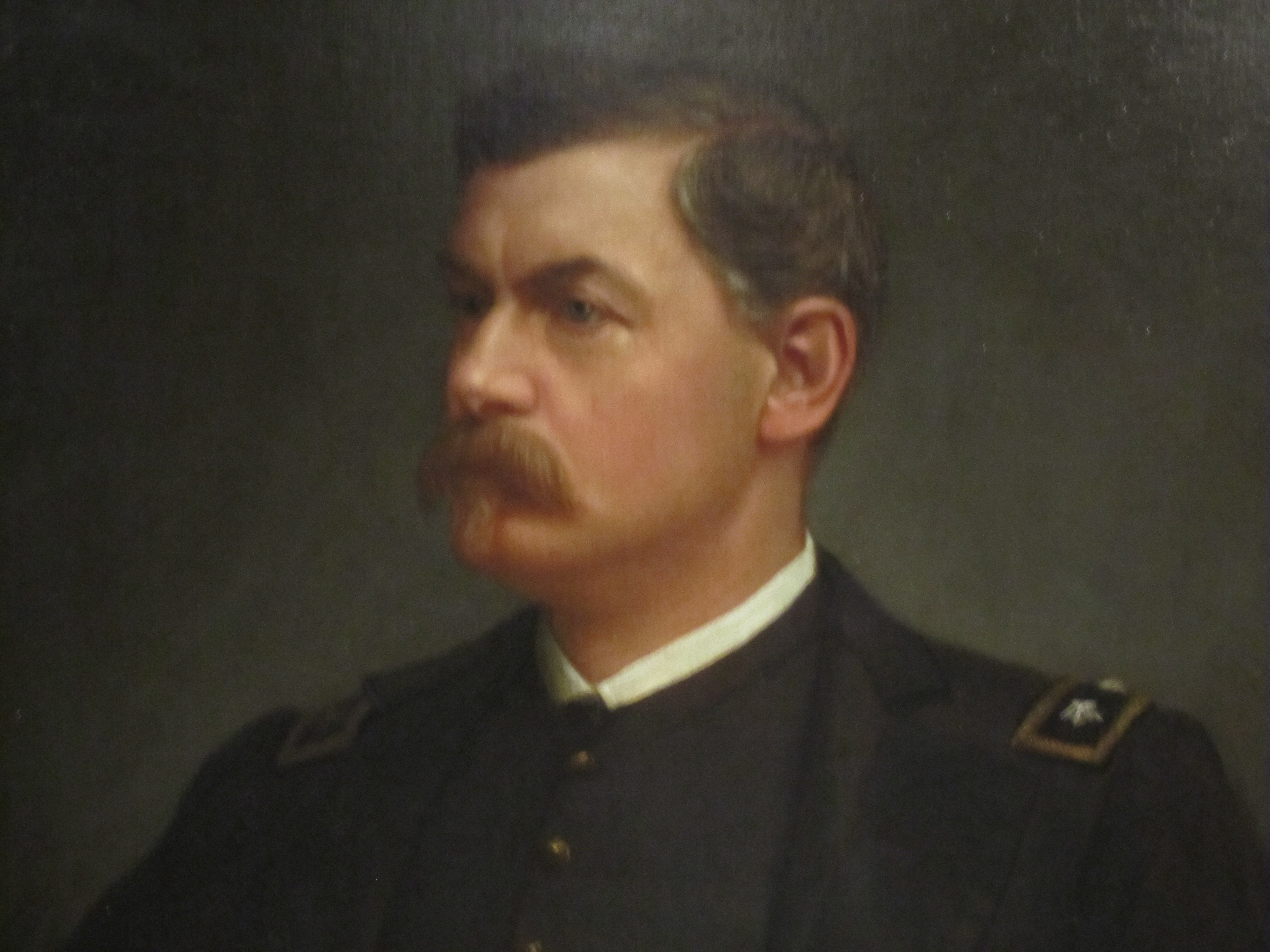
A Julian Scott-féle McClellan-portré részlete (kiállítva a National Portrait Galleryben, Washingtonban)

McClellan kezdetben West Pointon a műszaki századnál szolgált, de hamarosan átvezényelték Mexikóba, hogy részt vegyen a mexikói–amerikai háborúban. 1846 októberében hajón érkezett meg a Rio Grande torkolatához, de ahhoz már túl késő volt, hogy részt vehessen a szeptemberben amerikai győzelemmel véget érő monterreyi csatában. Az ideiglenes fegyverszünet alatt, miközben Zachary Taylor tábornok csapatai tétlenül vártak, McClellan vérhast és maláriafertőzést kapott, mellyel majdnem egy hónapig kórházi kezelésre szorult. A következő évek során maláriás rohamai rendre kiújultak, ezt „mexikói járvány” néven emlegette.
Mexikói tartózkodása idején nem csak a betegséggel, hanem az ellenséggel is szembe kellett néznie, és a csaták során bátran helytállt. A contrerasi csata, valamint a churubuscói csata idején szerzett érdemeiért előléptették címzetes főhadnaggyá, majd a chapultepeci csata után címzetes századossá. Winfield Scott altábornagy, aki egyébként McClellan apjának közeli barátja volt, több ízben megbízta, hogy végezzen felderítést is.
McClellan itt szerzett háborús tapasztalatai későbbi katonai és politikai pályafutására is kihatottak. A szárnyakon végrehajtott nagy erejű támadást, és az ostromoknál alkalmazott hadműveleteket (Veracruz ostroma) többre tartotta, mint a frontális rohamot (amilyet például Scott a Cerro Gordó-i csatában alkalmazott). Részese volt Scott sikereinek abban is, ahogy a katonai és a politikai ügyeket intézték. Jó kapcsolatot ápoltak a helyi lakossággal és szigorú fegyelmet tartottak katonáik között, azért, hogy a lehető legkisebb kárt okozzák az ott élőknek. Megvetette azokat az önkéntes katonákat és tiszteket, de kiváltképp azokat a politikusokat, akik nem fordítottak megfelelő figyelmet a kiképzésre és a szabályok betartására.

### Békeidős szolgálata
McClellan a háború után visszatért West Pointba, és a műszaki század parancsnokaként részt vett az akadémián tanuló kadétok kiképzésében. A nyugalmas laktanyaéletet nehezen viselte, de az ezzel együtt járó társasági életben viszont kifejezetten aktívan vett részt. 1851 júniusában Fort Delaware-be rendelték, hogy a Philadelphiától körülbelül 64 km-re a Delaware mentén lefelé elhelyezkedő szigeten folyó építési munkálatokban részt vegyen. 1852 márciusában az arkansas-i Fort Smith-ben kellett jelentkeznie Randolph B. Marcy századosnál, és ezt követően egy expedíció parancsnokhelyetteseként fel kellett derítenie a Red River forrásvidékét. Júniusra az expedíció elérte a folyó északi ágának forrását, melyet Marcy elismerésképpen McClellan-pataknak nevezett el. Július 28-án, visszaérkezésük napján megdöbbenve értesültek, hogy már halottnak hitték őket. A sajtóban ugyanis az az álhír keringett, hogy rájuk támadt kétezer komancs indián, és az expedíció összes tagja odaveszett. McClellan a rémhírek terjesztését „egy csoportnyi bajkeverőnek” tulajdonította, akik a vadnyugati határvidéken azon mesterkedtek, hogy rosszabb színben tüntessék fel az ottani helyzetet, mert így még nagyobb állami támogatást reméltek bezsebelni.
1852 őszén McClellan kiadott egy szuronyharccal foglalkozó kézikönyvet, melyet ő fordított le franciából. Ugyanekkor megbízatást kapott a Department of Texastól, hogy felmérje Texas folyóit és kikötőit. 1853-ban részt vett a Csendes-óceánhoz vezető vasútvonal felmérési munkálataiban, melyet Jefferson Davis hadügyminiszter rendelt el, hogy kiválassza a megfelelő útvonalat az eljövendő első transzkontinentális vasútvonal számára. McClellan mérte föl a 47. és 49. szélességi fok mentén húzódó folyosót St. Paultól a Puget-öbölig. E munka során is tovább erősödött benne a vezető politikai körökkel szembeni engedetlensége. Isaac Stevens, a Washington Territórium kormányzója nem volt elégedett McClellannek a Cascade-hegységen át vezető útvonal felderítése érdekében végzett kutatómunkájával. (McClellan alapos körültekintés nélkül választotta ki a Yakima-hágót, amivel ellenszegült a kormányzó parancsának, és nem volt hajlandó egy csapattal átkelni rajta télvíz idején, inkább hibás felderítési adatokra támaszkodott a hó mélységét illetően. Emiatt mellőzött három másik, közelben fekvő, de sokkal alkalmasabb hágót.) A kormányzó elrendelte, hogy McClellan szolgáltassa be az expedíció naplóit, amit ő megtagadott, valószínűleg azért, mert minduntalan kellemetlen kommentárokat fűzött hozzájuk.
A feladat végrehajtása után visszatért a keleti partra. Udvarolni kezdett későbbi feleségének, Ellen Mary Marcynak (1836–1915), korábbi parancsnoka lányának. Ellen, akit Nellynek is szólítottak, elsőre visszautasította a kezét megkérő McClellant, aki nyolc másik kérővel versengett érte, beleértve West Point-i barátját, A. P. Hillt is. Ellen végül 1856-ban Hillnek mondott igent, de a lány családja nem adta áldását, ezért a férfi is visszakozott.
1854 júniusában Jefferson Davis utasítására McClellant felderítőútra küldték Santo Domingóba, hogy a minisztérium számára felmérje a helyi védelmi adottságokat. (A megszerzett információkat egészen 1870-ig nem használták, majd Grant elnöksége idején az Egyesült Államok sikertelen kísérletet tett a Dominikai Köztársaság annektálására.) Úgy tűnt, mintha Davis pártfogoltja lenne, hiszen újabb nagy feladattal bízta meg. Az ország különböző vasútvonalainak logisztikai felkészültségi állapotát kellett felmérnie, mintegy előkészítve a transzkontinentális vasút tervét. 1855 márciusában McClellant előléptették századossá, és az 1. lovasezred kötelékébe helyezték át.
Politikai kapcsolatainak és kitűnő francia nyelvtudásának köszönhetően 1855-ben mint az európai koalíció csapatainak hivatalos megfigyelőjét küldték a krími háborúba. E minőségében sokat utazhatott, és a legmagasabb beosztású katonai parancsnokokkal értekezhetett, miközben figyelemmel kísérte Szevasztopol ostromát. Visszatérte után, 1856-ban kérelmezte, hogy helyezzék Philadelphiába, ahol megírhatta az ostromról készült kritikai elemzését és az európai hadseregek szervezetének hosszadalmas leírását tartalmazó jelentését. Írt még egy lovassági harcászatról szóló kézikönyvet, melynek alapját az orosz lovassági szabályzat adta. A megfigyelők általános hibáját McClellan is elkövette, hiszen elveszett a részletekben, és átsiklott a figyelme a vontcsövű fegyverek megjelenésének fontossága felett, mely alapvető harcászati változtatások kidolgozását igényelte volna az eljövendő polgárháború idejére.
A hadsereg azonban rendszeresítette McClellan lovassági kézikönyvét és az általa tervezett újfajta nyerget, a McClellan-nyerget, melyet állítása szerint porosz és magyar huszárok használtak. Ezt a nyerget használta a lovasság, amíg önálló fegyvernemként létezett a hadsereg keretében, és még ma is használják ünnepélyes alkalmakkor.
1856 novemberében az választáson újra demokrata győzelem született, de a Franklin Pierce vezette adminisztráció helyett egy James Buchanan vezette vette át a kormányzást. Ez pedig azt jelentette, hogy patrónusa, Jefferson Davis elesik a hadügyi tárcától, amely az érdekes kiküldetések helyett unalmas, kihívásokat nélkülöző és főként előléptetést nem ígérő kaszárnyaélettel, vagy kies vadnyugati prériszolgálattal kecsegtetett. A krími kiküldetés lejártával vissza kellett volna térnie a Kansasben a rendfenntartással foglalkozó alakulatához. McClellan sok tiszttársával állt levelezésben és a nyugati végeken szolgáló 1. lovassági ezredben szolgáló barátja, Joseph E. Johnston nem festett hízelgő képet az ottani életről: „Katonák még sosem láttak ennél undorítóbb szolgálatot. Ne érezz bűntudatot, hogy ezt kihagytad. ... Maradj Washingtonban, amíg csak hasznos és méltó foglalkozásod van. ... Ahogy meglátod az ezredet, rögtön áthelyezésért fogsz folyamodni.” McClellan 1856. november 26-án január 16-i hatályba lépési kérelemmel benyújtotta a felmondását.

### Civil karrierje

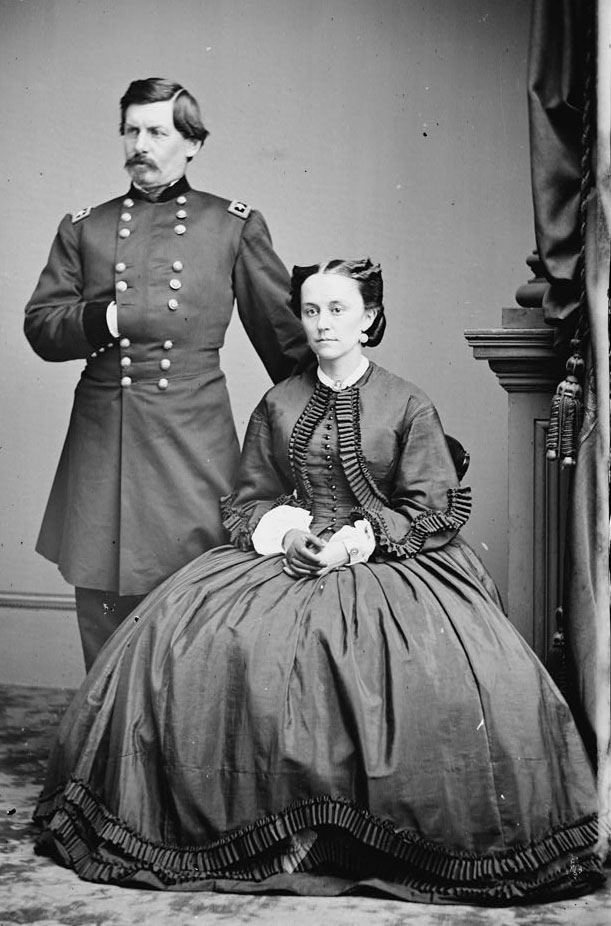
George B. McClellan és Ellen Mary Marcy McClellan

McClellan vasútépítési tapasztalatait kamatoztatva főmérnök és alelnök lett az Illinois Central Railroadnál, majd 1860-ban az Ohio–Mississippi Railroadnál. Mindkét munkáját jól végezte: az előbbi vonalat meghosszabbította New Orleans felé, utóbbinak pedig segített kilábalni az 1857-es pénzügyi krízisből. Sikerei és a vonzó, évi 10 000 dolláros fizetés ellenére is elégedetlen volt civil megbízatásaival, és szorgalmasan folytatta a klasszikus katonai stratégiai tanulmányokat. A utahi mormonok ellen folytatott harcok idején kacérkodott a visszatéréssel a hadseregbe, Mexikóban pedig fontolóra vette csatlakozását a Benito Juárezt támogató gerillákhoz.
1857-ben sikerült munkát adnia pénzügyi válságba került barátjának, Ambrose Burnside-nak, aki anyagilag tönkrement, mikor szabadalmaztatott karabélyának gyártására gyárat alapított és a kormányzat visszavonta megrendelési ígéretét. Burnside szintén Chicagóba költözött és McClellan meginvitálta, hogy lakjon nála. Tiszttársának társasága enyhített valamelyest a hadsereg utáni vágyakozásán és felderítette napjait.
A polgárháború kitörése előtt McClellan politikai tevékenységet folytatott, az 1860-as választáson aktívan támogatta a demokraták illinoisi elnöki kampányát Stephen A. Douglas javára. Állítása szerint egy törvénytelenül más megyében szavazni akaró utasokat szállító vonatszerelvény megállításával megakadályozott egy republikánus választási csalást, és ezzel a megyében lehetővé tette Douglas számára a győzelmet.
1859 októberében McClellan hosszú udvarlás és egy korábbi elutasítás után megkapta a Marcy család beleegyezését és eljegyezte Ellen Marcyt. és 1860. május 22-én összeházasodtak a manhattani episzkopális Kálvária-templomban. Vele rendszeres levelezésben álló barátja, Joseph E. Johnston kétszáz mérföldet utazott, hogy jelen lehessen a szertartáson. Jelen volt továbbá néhány már akkor is jelentős személy, mint Winfield Scott, és néhány később a polgárháborúban ismertté váló katona, mint Cadmus Wilcox, G. W. Smith, és Gordon Granger. Élettársának megtalálása és a Marcy-család evangelikus presbiteriánus hitében való megnyugvás örömmel töltötte el. „A sorsomnak jutó vándorló, céltalan és magányos, érzéketlen élet után ... azt hiszem én vagyok a legboldogabb ember a világon.” – írta anyjának küldött levelében.

## A polgárháború

### Ohiói tevékenysége és stratégiája
A háború kezdetén McClellant katonai tudása és a vasúttal kapcsolatos tapasztalata feljogosította arra, hogy a katonai logisztikának legyen a vezetője. Az ő tudására a hadsereg mozgósításának időszakában égető szükség volt. Ohio, Pennsylvania, és New York, a három legnagyobb állam kormányzói mind felajánlották, hogy legyen az állami milícia parancsnoka. Az ohiói William Dennison bizonyult a legkitartóbbnak, így McClellan az önkéntesek címzetes vezérőrnagya lett, majd 1861. április 23-án átvette az Ohio állami milícia parancsnokságát. Több tiszttársától eltérően nem abolicionista családból származott, és ellenezte a szövetségi kormány beavatkozását a rabszolgaság kérdésébe. Néhány déli tiszttársa informálisan kapcsolatot keresett vele, hogy a Konföderáció oldalára állítsa, de McClellan nem értett egyet az elszakadással. Elsőfokú unokatestvére, Henry B. McClellan 1858-ban Virginiába költözött tanítói pályára lépett és a háborúban a déli oldalon küzdve Jeb Stuart vezérőrnagy adjutánsaként szolgált őrnagyi rangban.
Május 3-án újra szolgálatba állt parancsnokként a szövetségi kormány Ohioi katonai körzetében (Department of the Ohio), melynek illetékességébe tartozott Ohio, Indiana, Illinois és később Nyugat-Pennsylvania, Nyugat-Virginia és Missouri állam. Május 14-én reaktiválták mint katonát és előléptették vezérőrnagynak. A gyors kinevezésnek köszönhetően 34 évesen a vezénylő tábornok beosztásában levő Winfield Scott altábornagy után ő lett a legmagasabb beosztású tábornok a hadseregben. McClellan előmenetelét részben Salmon P. Chase pénzügyminiszterrel és korábbi ohiói kormányzóval ápolt jó kapcsolatának köszönhette.
Miközben McClellan a több ezer, szolgálatra jelentkező önkéntes kiképzőtáborba irányításával foglalkozott, jutott ideje a háború kimenetelét meghatározó stratégián töprengeni. Április 27-én, négy nappal ohiói tevékenysége megkezdése után levelet írt Scott altábornagynak, melyben elsőként próbált a háború megnyerésére irányuló egységes stratégiát alkotni. Két alternatívát dolgozott ki, s mindkettőben magának szánta a parancsnoki szerepet. Az első verzió 80 000 katonát vonultatva be megtámadta volna Virginiát a Kanawha-völgyön keresztül Richmond irányában. A második ugyanekkora létszámú hadsereggel nyomult volna előre az Ohio mentén Kentuckyba és Tennessee-be. 
Scott mindkét tervet elvetette, mert úgy vélte, hogy logisztikailag kivitelezhetetlen, noha dicsérte McClellant, és kifejezte mennyire elismeri tudását, intelligenciáját, elszántságát és energikusságát. Levélben azt válaszolta, hogy annak a 80 000 katonának nagyobb haszna volna a Mississippi folyó ellenőrzésében, mellyel kettészakíthatná a Konföderációt, és a déli kikötők előtt áthatolhatatlan blokádot állíthatna fel. Scott ezen terve, mely gúnyos jelzőt ráakasztva az Anakonda terv néven vonult be az újságok oldalára, kitartó türelmet igényelt volna az északi közvélemény részéről, de végső soron mégis a háború későbbi lefolyásának menetét körvonalazta. A két tábornok közötti viszonyra is kihatott ez a vita, és a nyár folyamán jelentősen megromlott kettejük kapcsolata.

### Nyugat-Virginia
McClellan első katonai hadművelete keretében elfoglalta Virginia azon nyugati részét, melynek lakosságának többsége az Unióban akart maradni és melyet később Nyugat-Virginiának neveztek. Május 26-án a felderítési jelentések arról szóltak, hogy a Baltimore–Ohio-vasútvonal hídjait felégették, és ezért gyorsan kellett végrehajtania a terület elfoglalását. Mindeközben elkövette első súlyos politikai baklövését is. Azt hirdette ki, hogy csapatainak nincs szándékában a tulajdonviszonyok megváltoztatása, és e szerint a rabszolgák helyzete sem változott volna meg. „Az árulók azon állításaival szemben, melyekkel el akarták hitetni önökkel, hogy előrenyomulásunkat a rabszolgák ügyébe történő beavatkozás indokolja, le szeretném szögezni, hogy nem csak hogy tartózkodni fogunk az efféle beavatkozásoktól, hanem ellenkezőleg, kemény kézzel elfojtjuk azokat, és ha kell, leverjük az esetleges rabszolgalázadásokat is.”
McClellan hamar rájött, hogy szavai sok abolicionista haragját magára vonhatta, és sietve exkuzálta magát egy Lincoln elnöknek írott levélben. Proklamációjában nem az volt vitatott, hogy esetleg homlokegyenest szembement volna a kormányzat akkori politikájával, hiszen pontosan ez volt Lincoln, vagy Grant és Henry W. Halleck elképzelése is ekkoriban. A problémát Stephen W. Sears történész szerint az jelentette, hogy nem az ő feladata volt, hogy az ott élőkhöz ilyen fajsúlyos kérdésben szóljon, és többen úgy ítélték meg, hogy ezzel túllépte a hatáskörét.
Katonai vonatkozásban azonban csapatai jól szerepeltek, gyors ütemben nyomultak előre Grafton környékén, és győztesen kerültek ki az inkább szórványos lövöldözés méretű philippi ütközetből. Ez volt egyébként a polgárháború első szárazföldi ütközete. Személyesen először a Rich Mountain-i ütközetet irányította, mely szintén uniós győzelmet hozott, de azért már kiütköztek vezetési sajátosságai. Ilyen volt a túlzásba menő óvatossága és a tartalék harcba vetésétől is vonakodott, mely teljes katonai karrierjét végigkísérő vonás maradt. Beosztottja, William S. Rosecrans keserűen panaszkodott, hogy támadását McClellan a megegyezésüket felrúgva nem segítette erősítés küldésével. Mindenesetre ezen két apró győzelem feltüzelte a nemzeti érzelmeket, és nemzeti hőssé tette McClellant. A New York Herald egyik cikkében azt írta: „McClellan tábornok, a jelen háború Napóleonja”.

### A Potomac-hadsereg megszervezése

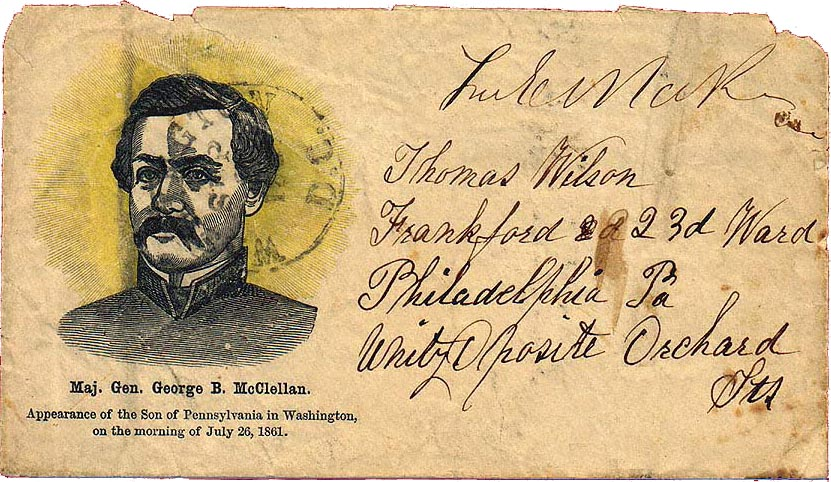
George B. McClellan vezérőrnagy megérkezését ünneplő hazafias kiadvány Washingtonban, 1861. július 23-án

Az első Bull Runi-i csatában elszenvedett vereséget követően, 1861. július 21-én Lincoln a fővárosba rendelte McClellant Nyugat-Virginiából, ahol addig az északiak csak katonai sikereket arattak. Különvonattal utazott Wheelingből Pittsburgh, Philadelphia és Baltimore érintésével Washingtonba. Szerelvényét minden állomáson éljenző tömeg várta.
Carl Sandburg szerint „McClellan felkapott híresség lett, akit a közvélemény mindent elsöprő ereje és az események sodra emelt a magasba”. Július 26-án érkezett meg a fővárosba és ugyanekkor nevezték ki a Potomac-hadosztály parancsnokának, mely Washington védelméért lett felelős. Irányítása alatt augusztus 20-án a hadosztály bázisán állították fel a Potomac-hadsereget több virginiai egységből, melynek első parancsnoka lett. McClellan élvezte a népszerűséget és az új beosztásából adodó nagyobb hatalmat is.

„Új és furcsa helyzetben találom magamat itt – az elnök, a kormány, Scott tábornok és mindenki más az én utasításaimat lesi – valami mágikus erő által hirtelen én lettem minden hatalom forrása az országban. … Szinte azt gondolom, hogy ha most valami kisebb sikert aratok, mindjárt diktátor is lehetek, vagy ami éppen tetszik – de semmi efféle nem tenne boldoggá – így hát nem leszek diktátor. Csodálatra méltó önmegtartóztatás!”

– George B. McClellan, levél feleségének, Ellennek, 1861. július 26.

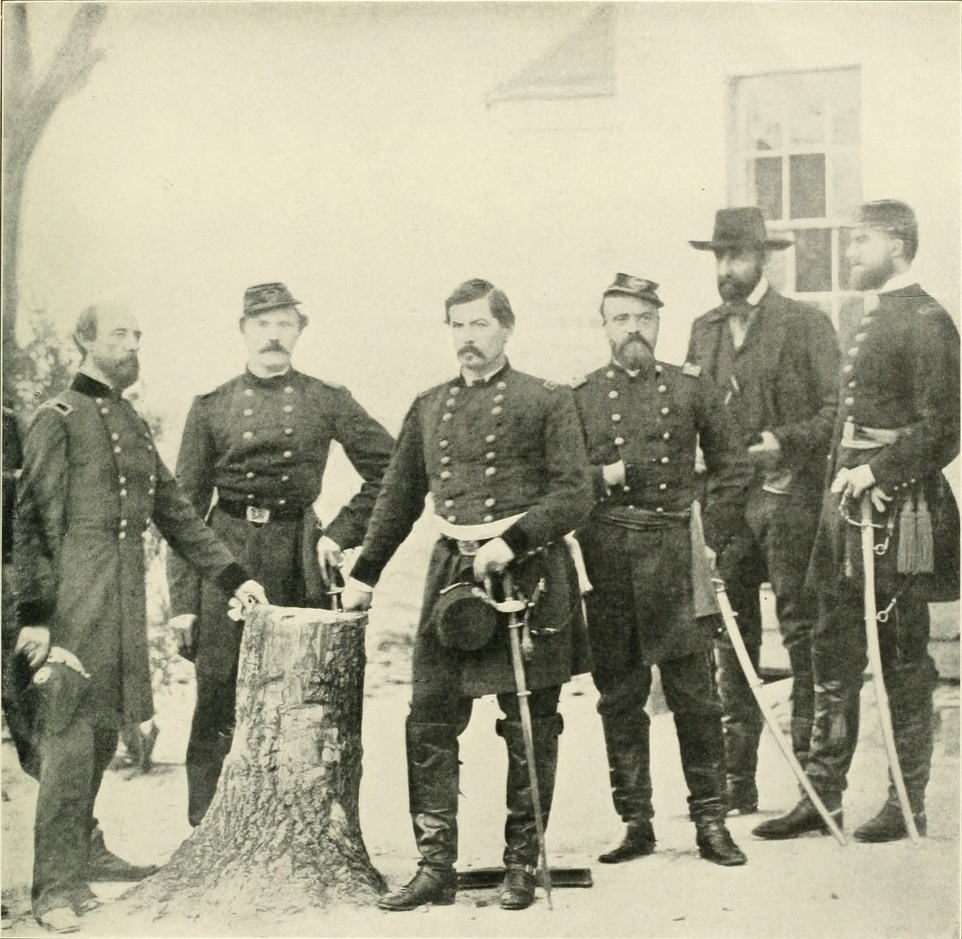
General George B. McClellan törzsével és más méltóságokkal (balról jobbra): George W. Morell tábornok, A.V. Colburn alezredes, McClellan tábornok, N.B. Sweitzer alezredes, Joinville hercege (I. Lajos Fülöp francia király fia), a jobb szélen pedig a herceg unokaöccse, Párizs grófja

A nyár és az ősz folyamán McClellan alaposan felkészítette az újonnan felállított hadsereget. Hároméves szerződést kötött a katonának jelentkezőkkel. Gyakran hajtott végre szemléket, és azon volt, hogy fokozza katonái harci szellemét. Jelentős eredményt ért el, különös tekintettel arra, hogy eközben elnyerte beosztottai nagyrabecsülését. Leszerelte és hazaküldte a gyenge harcértékű három hónapos önkéntes ezredeket. Ezek közül kettő korábban arra hivatkozva, hogy lejárt a szerződése, nem vett részt a Bull Run-i csatában.
Precizításának köszönhetően Washington körül majdhogynem áthatolhatatlan védelmet épített ki, amely 48 erődből és erődített pontból állt, melyet a 7200 tüzér kezelte 480 ágyú tűzereje védett. A Potomac-hadsereg létszáma a júliusi 50 000-ről novemberre 168 000-re nőtt, és ezáltal a modern idők messze leghatalmasabb katonai erejévé vált Amerikában. De ez idő tájt a főparancsnokság berkeiben megnőtt a feszültség, mivel McClellan tábornok minduntalan stratégiai jellegű vitákat folytatott a kormánnyal és Scott altábornaggyal. Ő napóleoni stílusú döntő csata megvívását részesítette előnyben Scott Anakonda tervével szemben. Épp ezért hadseregének 273 000 főre való növelését, 600 ágyúval történő felszerelését kezdeményezte azért, hogy „a lázadást egy hadjáratban megsemmisítse”. Olyan háború megvívására törekedett, ami a polgári lakosságra mérsékelt hatást gyakorol, és nem vonja magával a rabszolgák felszabadítását.
McClellan az emancipációval szembeni ellenszenvét a szélsőséges abolicionisták indulatos támadásokkal illették a kormányzaton belül, mely tovább fokozta a reá nehezedő nyomást. Nézete szerint a rabszolgaságot az Amerikai Egyesült Államok alkotmánya elismert intézményként kezelte, így az a szövetségi kormány védelmét élvezte létezése minden pontján. Lincoln a nyilvánosság előtt ugyanezt az álláspontot képviselte egészen 1862 augusztusáig. McClellan háború utáni írásai is ezt mutatták: „Vallom, hogy saját fajtámat előnyben részesítő rasszista előítéletem van, és nem tudom megszeretni sem a bakkecskék, sem a niggerek szagát.” Viszont 1861 novemberében azt írta feleségének: „Amellett fogok kardoskodni ha sikerül, hogy keresztülvigyem a szerencsétlen feketék helyzetének jobbítását”. Később azt írta, ha ő szabhatta volna meg a béke feltételeit, akkor ragaszkodott volna a fokozatos egyenlősítéshez, mely által mind a rabszolgák, mind tulajdonosaik jogait megvédte volna a rendezés folyamatában. Nem csinált viszont titkot az radikálisokkal való szembenállásából. Ellennek küldött levelében arról írt: „Nem fogok az abolicionisták céljaiért harcolni”. Emiatt nyilvánvalóan szembekerült a kormányzat körül tevékenykedő politikusok hadával, akik az ellenzéki Demokrata Párt politikájának gyakorlatba ültetésével gyanúsították meg.
McClellan háborús stratégiájának elsődleges problémája azon meggyőződése volt, hogy a konföderáció jelentős létszámfölényben fog támadni. Augusztus 8-án azért hirdette ki a fővárosban a szükségállapotot, mert azt hitte, 100 000 konföderációs katonával kell szembenéznie, miközben pár héttel korábban a Bull Run mellett mindössze 35 000 fő foglalt állást. Augusztus 19-re már 150 000 fő ellenséges katonára emelte becslését. McClellan későbbi hadjáratait igen erősen befolyásolták Allan Pinkerton, a titkosrendőrség főnöke által a csillagos égbe emelt ellenséges létszámbecslési jelentések, de 1861 augusztusában ezek még saját felderítésétől származtak. A túlzott becslések miatt hihetetlenül óvatossá vált és ezáltal a kezdeményezőkészség is kicsúszott a kezéből, melyet már a kormányzat sem nézett jó szemmel. 
Életének kutatója, Stephen W. Sears történész McClellan tevékenységét alapvetően jónak nevezte azzal a megjegyzéssel, hogy ha valóban akkora létszámhátrányban lett volna, mint amit képzelt. A valóságban az ellenséghez képest ritkán voltak kétszeres létszámfölénynél kedvezőtlenebb helyzetben 1861 és 1862 folyamán. 1861 őszén például a konföderációs haderő létszáma 35 000 és 60 000 fő között alakult, míg a Potomac-hadsereg szeptemberben 122 000 főt számlált, december elején 170 000-ret, s az év végére; 192 000-ret.
McClellan Scott vezérkari főnökkel folytatott vitája közben személyes jellegűvé vált. Scott a hadügyminisztérium több munkatársával együtt dühöngött, mivel McClellan nem volt hajlandó megosztani velük stratégiai tervének egyetlen részletét sem, nem volt hajlandó közölni hadseregének erejét és diszlokációját. McClellan ezzel kapcsolatban azt mondta, hogy senkiben sem tud megbízni a minisztériumi adminisztrációban abban a tekintetben, hogy esetleg ne szellőztetné meg terveit a sajtóban, miáltal az így az ellenség tudomására is juthatna. Augusztus 10-én, a Potomac folyón elhelyezett védelmi erők témájának vitája idején McClellan olyan stílusban írt feleségének, mely magánlevelezésének jellegzetes darabja: „Scott tábornok óriási akadály – nem akarja megérteni a veszélyt, és vagy inkompetens, vagy áruló. Meg kell küzdenem vele az elképzelésem érdekében”. Scott olyan mértékben letört a fiatal tábornokkal való hadakozás miatt, hogy benyújtotta lemondását Lincolnnak, melyet az előszörre nem fogadott el. A fővárosban azonban az a híresztelés járta, hogy McClellan lemondhat, vagy katonai puccsot kísérelhet meg, ha Scottot nem mozdítják el. A Lincoln-kormány október 18-i ülésén döntött és elfogadta Scott „egészségügyi okokból” benyújtott lemondását.

### A vezérkar főnöke

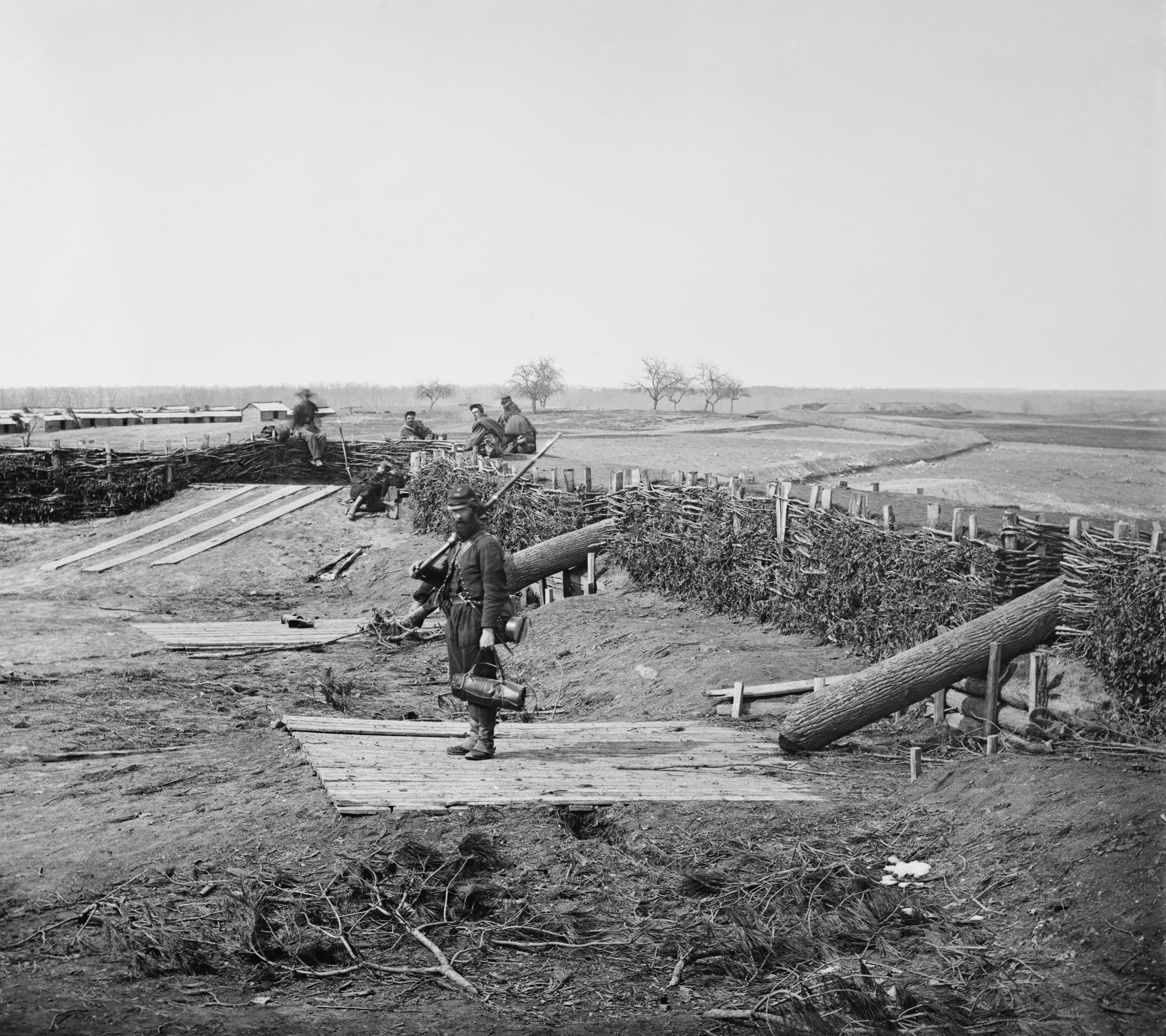
Ágyúcsövet imitáló fatörzsek, úgynevezett kvéker ágyúk (Qaker guns) a konföderációsok manassasi kereszteződésénél otthagyott állásaiban

1861. november 1-jén Winfield Scott lemondott, és McClellan lett az Unió minden hadseregének vezénylő tábornoka. Az elnök aggodalmának adott hangot a két egyidejűleg ellátott beosztásból fakadó „hihetetlen munkamennyiség” miatt. McClellan lakonikus válasza következőképpen hangzott: „Mindkettőt el tudom végezni”.
Lincoln az északi államok polgáraival, illetve más vezetőkkel egyetemben egyre inkább türelmetlenné vált, miközben a konföderációs csapatok továbbra is megszállva tartották Washington környékét. A Leesburg mellett októberben megvívott, kis jelentőségű Ball’s Bluff-i ütközet elvesztése közvetve ártott, mivel növelte az ellenségességet McClellannel szemben. A vesztes ütközet következtében december 9-én a kongresszus megalakította a háború folyamán megannyi tábornokot hozzá nem értéssel és árulással vádoló Amerikai Egyesült Államok Egyesített Hadügyi Bizottságát. Ez lényegében egy radikális kongresszusi tagokból álló hűségellenőr bizottság volt, melynek tagjai semmiféle katonai képzettséggel nem rendelkeztek, s azokat helyezték vád alá, akik politikai nézeteiket nem osztották, illetve megítélésük szerint nem fáradoztak elég eltökélten a konföderáció veszteségekre való tekintet nélküli, mielőbbi totális megsemmisítésén. A köztudottan abolicionistaellenes McClellant elsőként idézték be számot adni 1861. december 23-án, de mivel hastífuszt kapott, nem tudott megjelenni. Helyette alárendeltjei tanúskodtak, és őszintén elismerték, hogy az ellenség felé történő előrenyomulás tervéről semmiféle tudomással nem rendelkeznek. Ez azonnal jó ürügyet szolgáltatott McClellan leváltásának követeléséhez.
1862. január 10-én McClellan távollétében Lincoln vezető beosztású tábornokokkal találkozott, és utasította őket, hogy készítsenek támadási tervet. McClellannel kapcsolatban Lincoln kiábrándultságának adott hangot, megjegyezve, hogy „amennyiben McClellan tábornok nem óhajtja használni a hadsereget, akkor kölcsönkérem egy kis időre”. Január 12-én McClellant a Fehér Házba kérették, ahol a kabinet háborús terveinek előadását követelte. Ekkor előadta, hogy a Potomac-hadsereget hajóval leszállítja a virginiai Urbannáig a Rappahannock folyón, megkerülve a Washington közelében tartózkodó konföderációs erőket, majd körülbelül 80 km-t menetelve elfoglalja Richmondot. Még barátja, az újonnan kinevezett hadügyminiszter, Edwin M. Stanton előtt sem volt hajlandó részletekbe bocsátkozni. Január 27-én Lincoln parancsot adott rá, hogy minden parancsnoksága alatt álló hadsereg kezdjen támadó műveletekbe február 22-ig, az elnökök ünnepnapjáig, melyet George Washington születésnapján tartanak. Január 31-én kiegészítő parancsot adott a Potomac-hadseregnek, hogy induljon el és támadja meg a konföderációsokat a Manassasnál és Centreville-nél. McClellan élve a parancsban megadott ellenvetési jogával, sietve egy 22 oldalas levélben válaszolt, melyben az elnök terve helyett saját Urbanna-tervét propagálta. Ekkor körvonalazta elsőként írásban a terv részleteit az elnök felé.
Március 8-án Lincoln ismét a hadsereg parancsnokát megkerülve intézkedett. A Fehér Házban tartott háborús tanácson McClellan alárendeltjeit arról faggatták, mekkora a bizalmuk az Urbanna-tervben. Noha Lincoln saját tervét előnyösebbnek látta, McClellan tiszti kara négy fő kivétellel az Urbanna-tervet támogatta, így némi habozás után beleegyezését adta. A találkozó után kiadott Lincoln-utasítás McClellan hadtestparancsnokává nevezte ki azt a négy tábornokot, aki nem támogatta a tervet, megkönnyítve ezzel, hogy McClellan feje fölött átnyúlva Lincoln beleavatkozhasson a Potomac-hadsereg belső ügyeibe. A kinevezést McClellan nem véletlenül halogatta (a kifogás szerint a lehetséges jelölteket csak harcban mutatott hatékonyságuk megítélése után akarta beosztásba helyezni), még akkor is, ha ez átmenetileg tizenkét hadosztály közvetlen irányítását érintette volna a harcmezőn.
McClellant két másik csapás is érte, mielőtt véghez vihette volna tervét. A Joseph E. Johnston tábornok parancsnoksága alatt álló konföderációs erők visszahúzódtak Washington alól, s az Urbanna-tervet ellehetetlenítve új állásokat foglaltak el a Rappahannock-folyótól délre. McClellan átszerkesztette tervét úgy, hogy csapatai a virginiai Fort Monroe-nál szálljanak partra és a Virginia-félsziget mentén indított hadjáratban haladjanak Richmond felé. McClellan azonban a sajtó és a kongresszus pocskondiázásának kereszttüzébe került, mikor kiderült, hogy Johnston csapatai hónapokig a bolondját járatták az unionista hadsereggel olyan ágyúkkal fenyegetve, melyek feketére festett fatörzseknek bizonyultak. A kongresszusi egyesített bizottság meglátogatta az elhagyott állásokat és a radikális republikánusok McClellan leváltását követelő határozatot tettek közzé, de az kevés híján ugyan, de nem tudott átmenni a házban tartott szavazáson. A második válságot a konföderációs páncélozott hajó, a CSS Virginia okozta, melynek megjelenése Washingtonban pánikhangulatot okozott és a James-folyón indítandó folyami hadműveleteket erősen kétségessé tette.
1862. március 11-én Lincoln leváltotta McClellant vezérkari főnöki posztjáról. Magánlevél útján arról biztosította, hogy ennek célja a terhek alóli felszabadítsa, miáltal szabadon Richmond elfoglalására koncentrálhatja figyelmét. Lincoln levele homályban hagyta, hogy McClellan vajon ismét elfoglalhatja-e posztját a hadjárat sikere után. A vezérkari főnökséget nem töltötték be más tábornokkal. Helyette a tavasz folyamán a „Háborús Tanácsnak” emlegetett testület, Lincoln, Stanton, és tisztek egy csoportja irányította a stratégiai műveleteket. Noha McClellant megnyugtatták Lincoln támogató megjegyzései, egy idő után merőben másként kezdte látni a helyzetet, s úgy jellemezte, mint aki „a hadjárat megbuktatására szőtt intrikák” kereszttüzébe került.

### A Virginia-félszigeti hadjárat

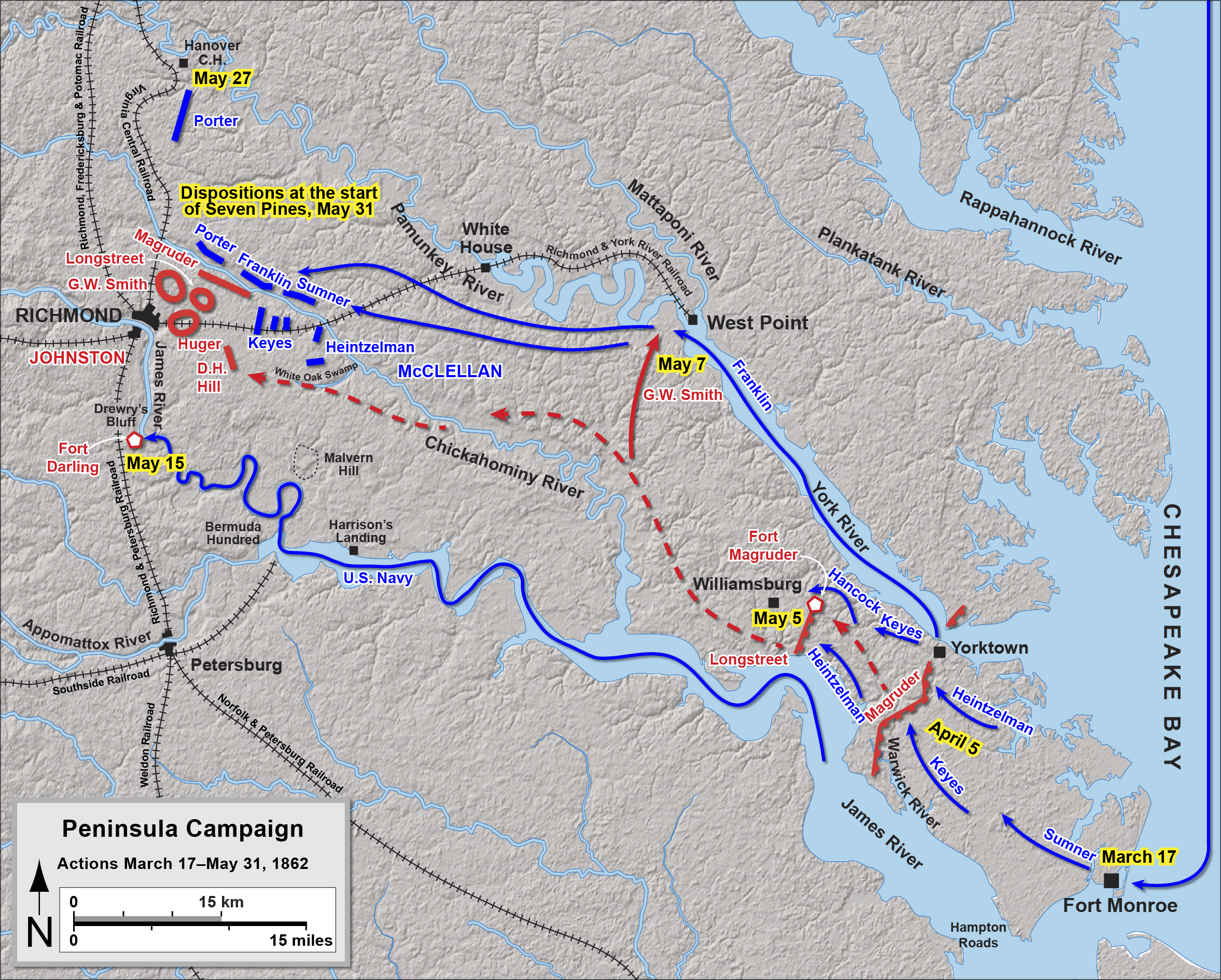
A Virginia-félszigeti hadjárat eseményei a Seven Pines-i csata előttig bezárólag
Konföderáció
Unió

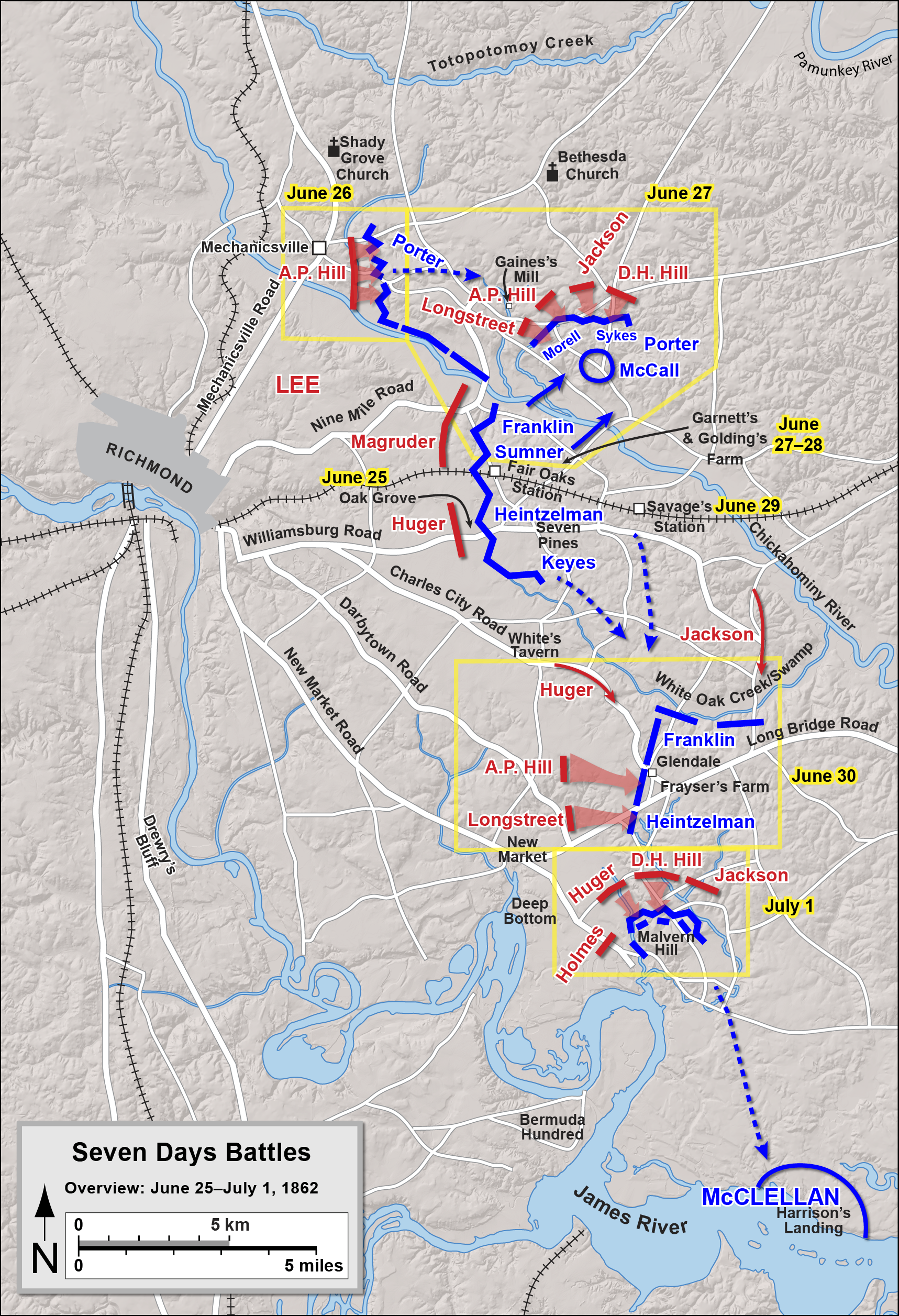
A Seven Pines-i csata, 1862. június 25. – július 1.

McClellan hadserege március 17-én kezdett kihajózni Alexandriából. A hajóhad mérete mellett (113 gőzhajó, 118 vitorlás, 88 bárka) minden korábbi expedíció eltörpült; 121 500 katonát, 44 tüzérségi löveget, 1150 társzekeret, több mint 14 592 lovat, 74 elsősegélynyújtó felszerelést és tonnákra menő ellátmányt, valamint készleteket szállítottak magukkal. Egy angol megfigyelő megjegyzése szerint olyan volt, mint egy „óriás lépte”. A hadsereg lassan haladt előre a Virginia-félszigeten Fort Monroe alól. McClellan Yorktown gyors elfoglalásán alapuló terve dugába dőlt, mikor kiderült, hogy a déliek erődített vonalat létesítettek a félszigetet lezárva, ezért elhatározta a város ostromát, mely jelentős előkészületeket igényelt.
McClellan elhitte azokat a felderítési adatokat, melyek az uniós erőket két-háromszorosan meghaladó nagyságú konföderációs katonaság létezését mutatták ki. Ezzel szemben a hadjárat kezdetén a félszigetet védő John B. Magruder tábornok McClellanéhez képest csak negyed-ötödannyi katonával rendelkezett. Magruder azzal keltett nagy létszámú csapatok jelenlétére utaló jeleket, hogy kisebb egységeket újra meg újra elvonultatott olyan helyeken, ahol nagy távolságból megfigyelhették, vagy fanfározás mellett a látóhatáron kívül helyezett csapatokkal csapott nagy zajt. Ez időt biztosított, hogy Johnston erősítést küldjön, de a déli erők még így is sokkal kevesebben voltak, mint azt McClellan feltételezte.
Egy hónapos előkészület után, közvetlenül azt megelőzően, hogy megindította volna a Yorktown körüli erődítmények elleni rohamot, McClellan hírét vette, hogy Johnston visszavonult a félszigeten beljebb fekvő Williamsburg felé, így a Yorktown előtt gondosan felállított nehéztüzérség bevetése nélkül indult a konföderációsok üldözésére. Az 1862. május 5-én vívott williamsburgi csatát az Unió sikerének lehet tekinteni, de a konföderációs hadsereg megsemmisítését nem sikerült elérni. Annak nagyobb része az ütközet alatt és az azt követő pár napban Williamsburg mellett elhaladva Richmond külterületén rendezkedett be védelemre.
McClellan a tengerészet erőinek párhuzamos előrenyomulásában reménykedett a James folyón Richmond irányában. Ez az előrenyomulás azonban május 15-én a Drewry's Bluff-i ütközetben elszenvedett vereséggel megtorpant, nagyjából 10 km-re a konföderációs fővárostól folyásirány mentén lefelé. A déliek a folyó kanyarulata fölötti magaslatokra tüzérséget helyeztek, amely sorra elsüllyesztette az uniós hajókat, és ezáltal az áthághatatlan vízi akadályt képzett a folyón. Richmond hajón történő megközelítése ezzel kudarcba fúlt.
A Potomac-hadsereg óvatosan araszolt Richmond felé a következő három hét folyamán és a várost hat kilométerre közelítette meg. McClellan hadtápbázist létesített a York folyó hajózható mellékfolyóján, a Pamunkey-n White House Landingnél, ahol a Richmond–York River-vasútvonal elérte a folyót, s ezzel vasúti utánpótlást biztosító vonal került az irányítása alá. Szállítóhajói gőzmozdonyokat vittek White House Landingbe a lehetőség kihasználására.
Miközben McClellan a támadását tervezte, május 31-én hadseregét konföderációs támadás érte. Johnston észlelte, hogy az esőtől megáradt Chickahominy kettéválasztotta az uniós hadsereget, és részenként akarta megsemmisíteni őket a Seven Pinesnál és Fair Oaksnál vívott csatában. McClellan nem tudta hadseregét irányítani, mert ismét maláriás láz vett erőt rajta, de alárendelt tisztjei visszaverték a támadásokat. Ennek ellenére Washingtonból McClellant kritizálták, hogy nem indított ellentámadást, mellyel némelyek elképzelése szerint akár bevehette volna Richmondot. Johnston megsebesült az ütközetben, így Robert E. Lee vette át az Észak-virginiai Hadsereg parancsnokságát. McClellan a következő három hetet csapatai átrendezésével töltötte, miközben az ígért erősítésekre várt. Ezalatt Lee folytatta a Richmond körüli erődítések kiépítését.
Június végén Lee megindította offenzíváját, amely a hétnapos csata néven lett ismert. Az első nagyobb ütközet, a mechanicsville-i csata Lee és alárendeltjei gyenge teljesítménye következtében súlyos konföderációs veszteségeket okozott ugyan, de cserébe stratégiailag alig kerültek jobb helyzetbe. Az összecsapás azonban nagyon megviselte McClellan idegeit. Stonewall Jackson vezérőrnagy csapatait eddig úgy jelentették, hogy a Shenandoah-völgyben tartózkodnak; hirtelen felbukkanásuk miatt McClellan még a véltnél is nagyobb létszámhátrányba kerüléstől félt. Washingtonba küldött jelentése szerint már 200 000 konföderációs katonával állt szemközt, miközben az ellenség létszáma valójában 85 000 fő, a vélelmezettnek fele sem volt.

Uniós csapatok erős tűz alatt a Gaine's Mill-i csatában. Alfred R. Waud rajzát a Harper's Weekly magazin 1862. július 26-i számában jelentette meg

Lee a Gaines's Mill-i csatában újra kelet felé támadt, McClellan pedig nem kísérletezett a kezdeményezés visszavételével, hanem passzívan várta, hogy az események kibontakozzanak. Egységei kétharmada nem vett részt az ütközetben, mivel McClellant ismét megtévesztette Magruder elterelő hadművelete. A csata éjjelén elhatározta, hogy visszavonja hadseregét egy biztosabb állásba, jóval távolabb Richmondtól, a James folyó azon szakaszára, amelyet az uniós flotta ellenőrzött. Megérzése helyesnek bizonyult, mert Lee számítása szerint keletre kellett volna hátrálnia utánpótlási bázisa felé.
McClellan váratlan manővere egy nap előnyt szerzett az uniós hadseregnek. Ezzel viszont azt is elismerte, hogy többé nem tudja Richmondot bevenni, mely a hadjárat eredeti célját képezte. Az ahhoz szükséges nehéztüzérséget vasúti szállítás híján a lehetetlenséggel határos lett volna mozgatni; a vasúti szállítás kulcsa viszont a York folyón létesített bázis volt, melyet most elhagytak. A hadügyminiszterhez intézett táviratában McClellan jelentést küldött a fejleményekről, és a Lincoln-kabinetet hibáztatta. „Ha sikerül megmentenem ezt a hadsereget, mondhatom, azt sem Önnek, sem más személynek nem tartozom megköszönni Washingtonban. Önök minden lehetségest elkövettek, hogy feláldozzák azt.” McClellan súlyos vádjait szerencséjére Lincoln nem olvashatta akkoriban, mert a hadügyminisztérium táviratkezelője ezt a részt kicenzúrázta.

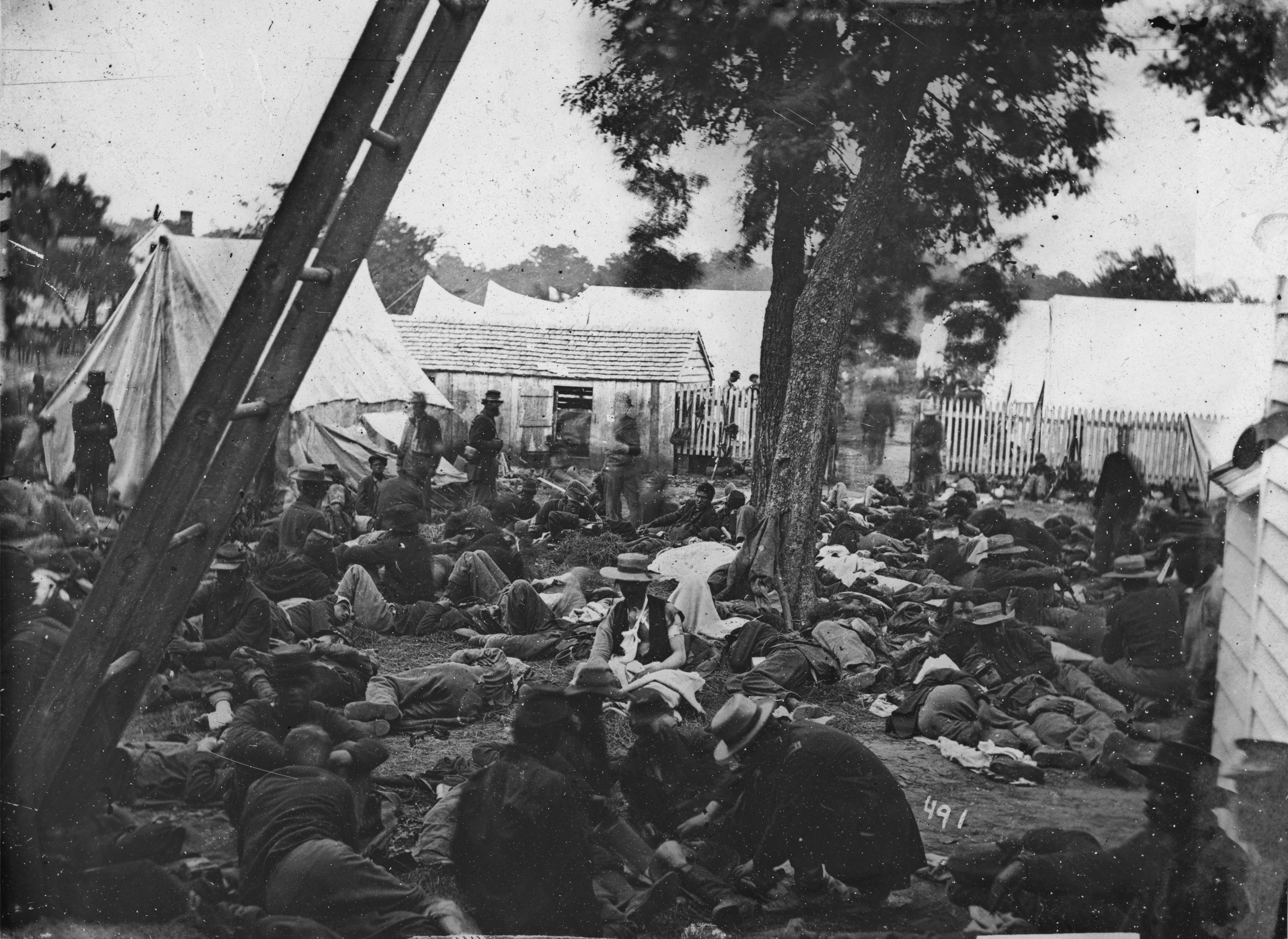
Sebesültek a hétnapos csata egyik részösszecsapása, a Savage's Station-i ütközet után

McClellan szerencsésnek mondhatta magát, hogy a hadjárat balsikere után hadseregének legnagyobb részét sértetlenül ki tudta menteni, mert általában nem volt ott a csatatéren, és helyettest sem nevezett ki, aki irányította volna a visszavonulást. Stephen W. Sears hadtörténész szerint „Mikor a hétnapos ütközet harcai során a glendale-i és a Malvern Hill-i csatában elhagyta hadseregét, a kötelességmulasztás bűnébe esett. Ha a Potomac-hadsereg ezen ütközetek bármelyikében összeroppant volna (és Glendale-nél megvolt ennek lehetősége), akkor a háborús törvényekkel szembeni vétség vádját emelhették volna ellene” A glendale-i ütközet idején McClellan nyolc kilométerrel hátrébb, a Malvern Hill mögött tartózkodott, távírókapcsolat híján a hadsereg irányítására képtelenül. A Malvern Hill-i ütközetben pedig egy a U.S.S. Galena naszád fedélzetén időzött, mely 16 km-re távolodott a James folyón. Mindkét esetben az operatív hadvezetés felelőssége barátja, az ötödik hadtest parancsnoka, Fitz John Porter dandártábornok vállára nehezedett. A McClellannel szemben ellenséges sajtóorgánumok nagy vihart kavartak a Galena-ügy miatt, a manassasi kvéker ágyúk botrányához hasonlót. A véleményoldalak karikatúrái az 1864-es elnökválasztási kampány alatt azon gúnyolódtak, hogy McClellan jobban szeret egy biztonságos hajón időzni, mialatt a távolban mások vívják a csatákat.
McClellan a James folyón, Harrison's Landingnél találkozott hadseregével. Vita alakult ki, hogy a hadsereget be kell-e hajózni, vagy újra megpróbálható-e a Richmond felé való előretörés. McClellan viszonya Lincolnnal egyre hűvösebb lett, mivel sem folyamatos erősítések iránti kérelmeit, sem terjengős levelekben előadott stratégiai és politikai útmutatásait nem hallgatta meg. Utóbbiakban McClellan fenntartotta abolícióellenes nézeteit és a rabszolgák felszabadítására alapozó taktika elvetését. Végkövetkeztetése szerint saját magát újra ki kellett volna nevezni vezérkari főnökké, amire Lincoln minden konzultációt és tájékoztatást mellőzve Henry W. Halleck vezérőrnagy kinevezésével válaszolt. Lincoln és Stanton emellett a Potomac-hadsereg vezetését is Ambrose Burnside vezérőrnagyra akarta bízni, aki azonban elhárította a megkeresést.
Egy hónappal azután, hogy McClellan először erősítésekért folyamodott, a kormányzat 1862. június 26-án létrehozta az 50 000 főt számláló Virginiai Hadsereget John Pope vezérőrnagy parancsnoksága alatt. Pope a szárazföldön Richmond felé történő előrenyomulásra kapott parancsot. McClellan a tőle megvont támogatást a washingtoni kormánykörök nyilvánvaló szabotázsaként értékelte. Ennek megfelelően mikor augusztus 3-án Hallecktől parancsot kapott rá, hogy vonja ki hadseregét a Virginia-félszigetről, majd térjen vissza Észak-Virginiába és támogassa Pope hadseregét, akkor maga is szabotázsba kezdett. Augusztus 14-ig késleltette a Potomac-hadsereg kihajózását, és késve kezdte meg három hadtestének átadását Pope számára. Pope várakozás helyett agresszív természetének megfelelően előrenyomult a Rappahannock folyóig, megkezdve az észak-virginiai hadjáratot. McClellan feleségének küldött levelében azt írta: „Pope-ot meg fogja verni [Lee] … és ártalmatlanítja. … A hozzá hasonló gazemberek romlásba döntenek minden ügyet, melynek szolgálatába állnak”. Lee felismerte McClellan óvatosságát, és megkockáztatta, hogy jelentős mértékű erőket vonjon ki a Virginia-félszigetről Pope megtámadása érdekében, akit a második Bull Run-i csatában döntő módon legyőzött.

### A marylandi hadjárat

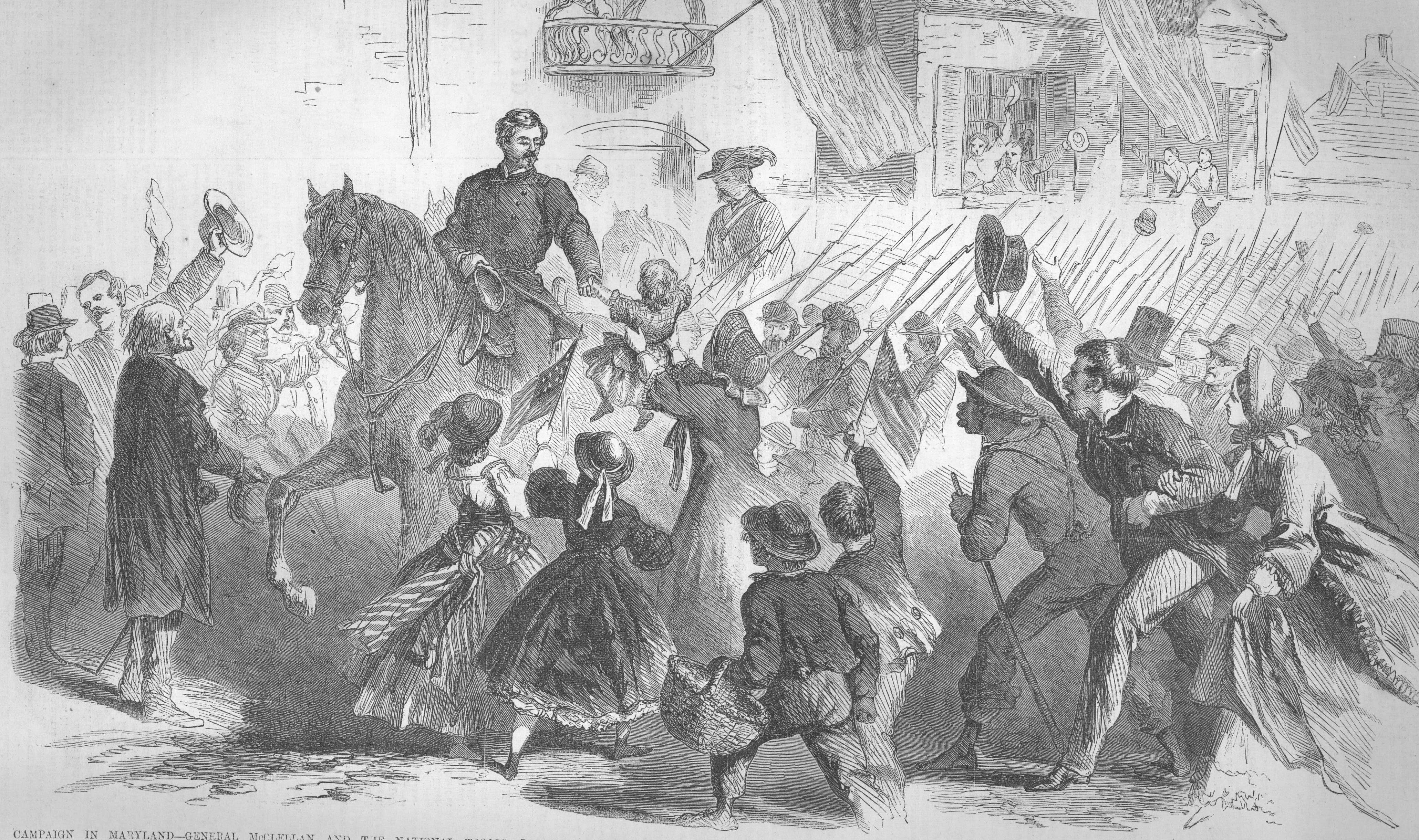
McClellan Fredericken keresztül lovagolva, 1862. szeptember 22-én (Frank Leslie illusztrált lapjából)

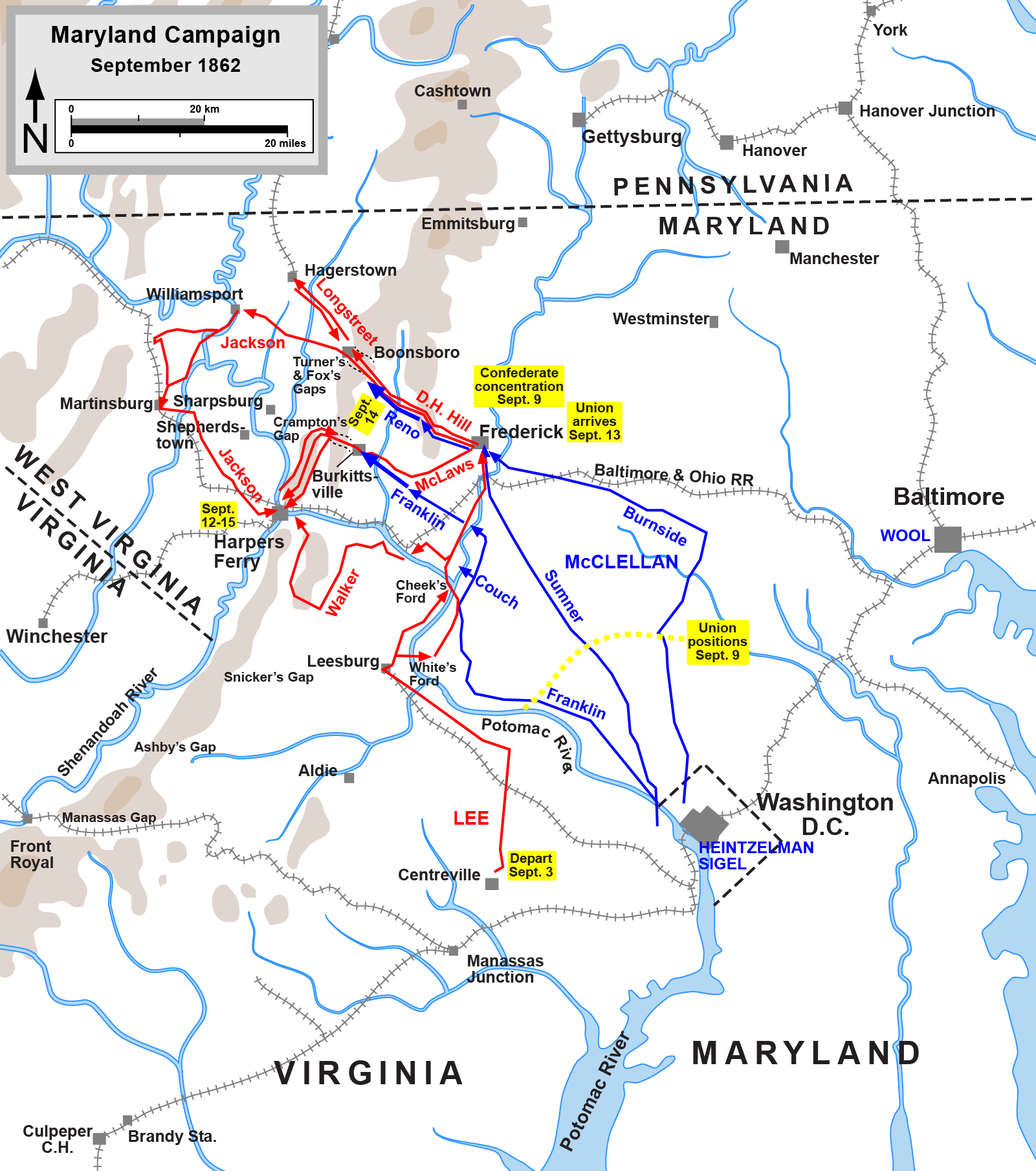
A marylandi hadjáratban, 1862. szeptember 3–15. között vívott harcok során

Pope-nak a második Bull Run-i csatában elszenvedett vereségét követően Lincoln vonakodva fordult ismét ahhoz, aki egyszer már korábban megszervezte a szétzilált hadsereget. Elismerte McClellan kiváló szervezési és kiképzési képességeit, melyek lehetővé tették, hogy Pope hadseregét egyesítse a Potomac hadsereggel. 1862. szeptember 2-án Lincoln kinevezte McClellant a „Washington körüli erődítmények és a főváros védelmére kirendelt csapatok parancsnokának”. A döntést a kormány nem akarta elfogadni, és tagjainak többsége petíciót nyújtott be ellene: „átgondolt álláspontunk szerint ez időtájt nem ajánlatos megbízni McClellan vezérőrnagyot az Egyesült Államok bármely hadseregének vezényletével”. Az elnök egyetértett velük, hogy intézkedése a „kutyaharapást szőrével” bölcsességére emlékeztet, és titkárának, John Haynek a következőkben összegezte álláspontját: „Azokat az eszközöket kell használnunk, melyek megadattak nekünk. Nincs ember a hadseregben, mely gyorsabban tudná gatyába rázni a csapatokat és feltölteni erődjeinket. Ha már harcolni nem is tud, abban azért kiváló, hogy másokat felkészítsen a harcra”.
A Lee támadásának megújulásától való északi félelmek valóra váltak, mikor a tábornagy szeptember 4-én megindította marylandi hadjáratát. A déliek célja a velük szimpatizáló, rabszolgatartó állam, Maryland elfoglalása volt. McClellan szeptember 5-én indult meg ellenük 84 ezer főt számláló hat hadtesttel, míg kettőt hátrahagyott Washington védelmére. A Lee ellen induló McClellan fredericki fogadtatását a következőképpen írta le a Harper's Magazine tudósítója:
|  | „A tábornok ügetésben vágott keresztül a városon, és az utcák hatos-nyolcas sorokban teltek meg az utána lovagló katonasággal és törzsével. A tábornok hajadonfőtt, méltósággal fogadta az emberek tisztelgését. Éltes hölgyek és urak zokogtak örömükben, a gyönyörű dámák sokasága pedig zászlócskákat lengetett az erkélyekről, és a túlcsorduló boldogság minden más érzelmet elnyomott. A főutca sarkára érve a tábornokot körülfogták a hölgyek. Illatos, gyönyörű bokréták tömegét dobálták felé, és a hölgyek elhalmozták legforróbb jókívánságaikkal, miközben sokukat teljesen hatalmába kerítette az érzelem. Soha életemben nem láttam még hasonlót. A tábornok finoman megszorította a hízelgő mondatok közepette felé nyújtott kezeket, meghallgatta és megválaszolta a bókokat és megjegyzéseket, mellyel az emberek illették. Felejthetetlen látvány volt – életre szóló élmény.” |
|  | |

Lee több hadoszlopra osztotta szét hadseregét, melyek jelentősen eltávolodtak egymástól, miközben Marylandbe hatoltak és megpróbálták elfoglalni a Harpers Ferry-i hadianyaggyárakat és raktárakat. Ez az ellenfélnél kisebb hadsereggel rendelkezve kockázatos elképzelés volt, de Lee McClellan már kiismert természetére alapozta tervét. Beosztottjai egyikének azt mondta róla: „Jó képességekkel bíró tábornok, de rendkívül óvatos. Hadseregének harci szelleme felettébb leromlott, és összevisszaság vett erőt rajta, és amúgy sem készült fel támadó hadműveletet folytatni – vagy legalábbis nem fogja úgy gondolni, hogy felkészült lenne – három vagy négy hétig. Addigra én már, remélem, Susquehannában leszek”. Noha ez az értékelés nem felelt meg teljesen a valóságnak, McClellan hadserege letargikusan vánszorgott, átlagban alig napi hat mérföldet megtéve.
Csakhogy McClellanre hamarosan rámosolygott a szerencse. Uniós katonák egy elhagyott táborban szivarok köré csavarva megtalálták Lee 191-es számú különleges parancsát, amely tartalmazta erőmegosztását és felvonulási terveit. Szeptember 13-án a Frederickben levő főhadiszálláson leadták a papírokat. McClellan, mikor átlátta az értesülés fontosságát, az égbe emelt kezekkel kijelentette „Most már tudom, mit tegyek!” A papírokat régi barátja, John Gibbon dandártábornok felé lobogtatva azt mondta: „Itt van az az irat, melynek alapján ha nem tudom megverni Bobbie Lee-t, önként lemondok és hazamegyek.” Lincolnnak azt táviratozta: „A lázadók egész hadserege előttem áll, de változatlanul bízom és nincs vesztegetni való időnk. Úgy vélem, Lee óriási hibát vétett, amiért nagyon meg fog lakolni. A lázadók minden terve a birtokunkban van, és így – ha embereim felnőnek a feladathoz – saját csapdájukba estek. ... Győzelmi trófeákat fogunk küldeni.”

#### A South Mountain-i csata

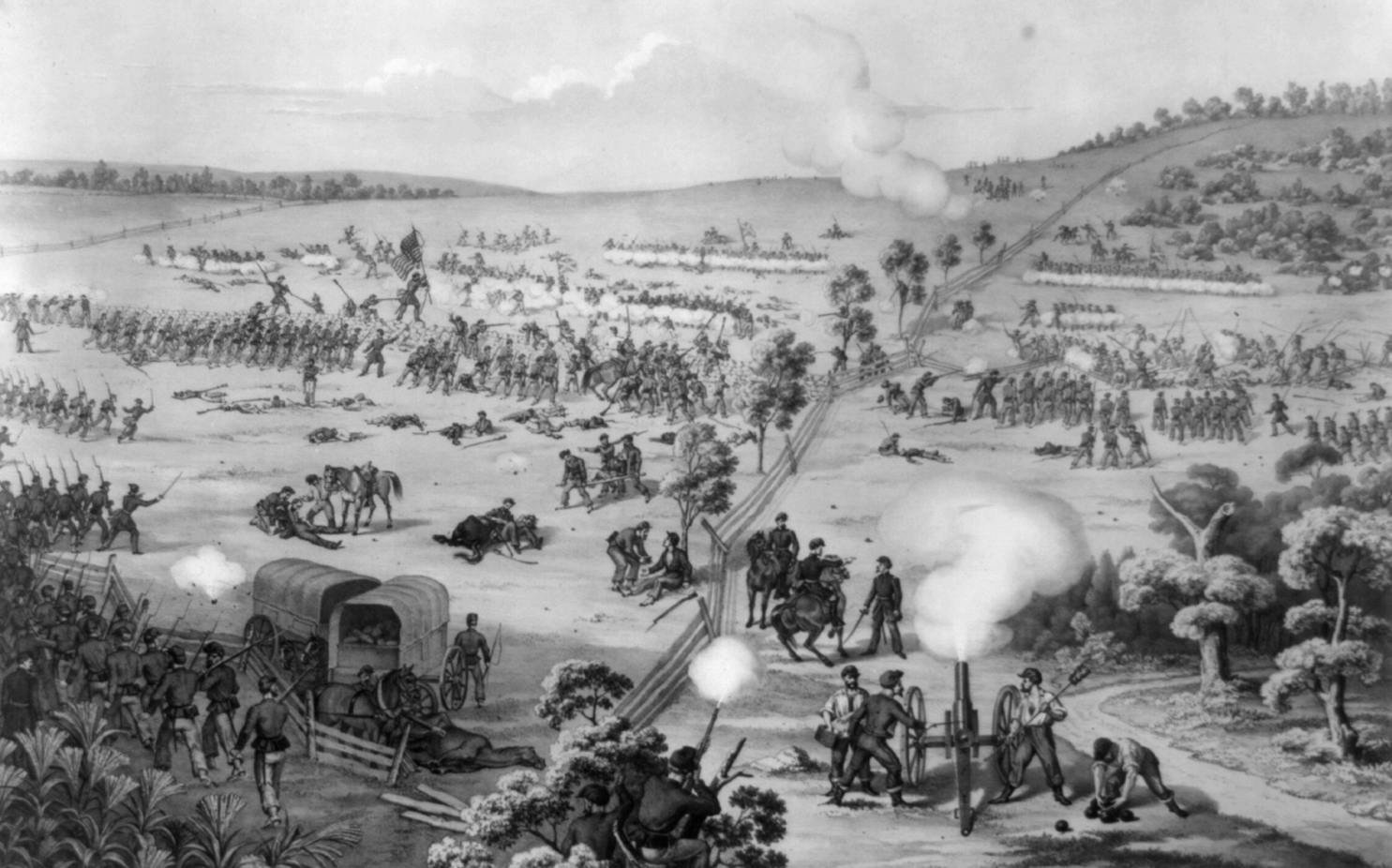
A South Mountain-i csata eseményei

A bátorság pillanatnyi fellángolása után McClellan megint ragaszkodott a minden kockázattól mentes óvatossághoz. Az elnöknek szeptember 13-án küldött távirata után csak másnap indította útnak csapatait a South Mountain hágói felé. A 18 órányi késlekedés időt adott Lee-nek, hogy reagáljon, mivel egy konföderációs szimpatizánstól hírt kapott róla, hogy McClellan tudomást szerzett terveiről. (A késedelem szintén megpecsételte a Harpers Ferryben levő helyőrség sorsát, mert a felmentésükre igyekvő hadoszlop nem érte el őket, mielőtt megadták volna magukat Stonewall Jacksonnak.) A South Mountain-i csatában McClellan hadserege áttört az őt Lee-től elválasztó hegyek őrzött hágóin, de ez elég időt adott Lee-nek, hogy összevonja egységeit a marylandi Sharpsburg alatt. A South Mountain-i csata idején McClellan megint lubickolhatott abban a elismertségben és reá irányuló figyelemben, amelyre vágyott. A McClellannel nem szimpatizáló Sears történész szavai szerint:

„Elöl a hegyek között csata füstje örvénylett, s át-átsejlett rajta az ágyúk parázsló lobbanása. Az ellenséges sorokat sűrűbb füst takarta a magaslaton, és ahogy az uniós oszlopok felfelé törtek utat a hegyoldalon, minden egység hatalmas kék-fekete kígyónak látszott. McClellan ezen háttér előtt ült mozdulatlanul Dan Webster nevű csataménjén, karjával Hooker áthaladó csapatait irányítva a csatába. Az emberek addig éljenezték, míg berekedtek, néhányuk pedig a sorból kitörve körbevette a harciasság élő szobrát, és a leghóbortosabb mutatványokat művelték körülötte.”

Az uniós hadsereg szeptember 15-én este érte el a Sharpsburgtől keletre folyó Antietam-patakot. A 16-ára tervezett támadást lefújták a hajnali köd miatt, mellyel időt adtak Lee-nek állásai megerősítésére, mikor hadserege alig felét számlálta McClellan katonáinak.

#### Az antietami csata

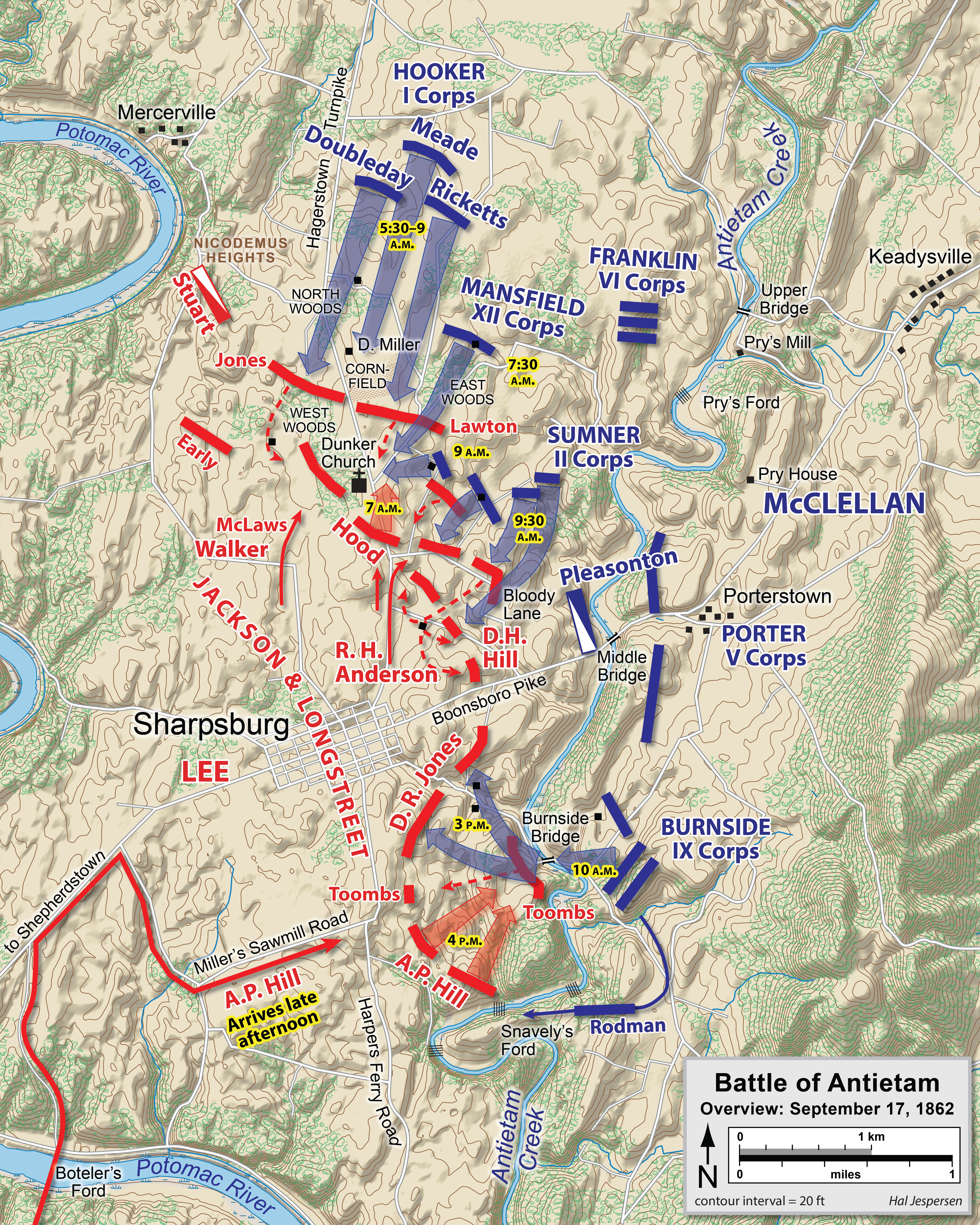
Az antietami csata áttekintése

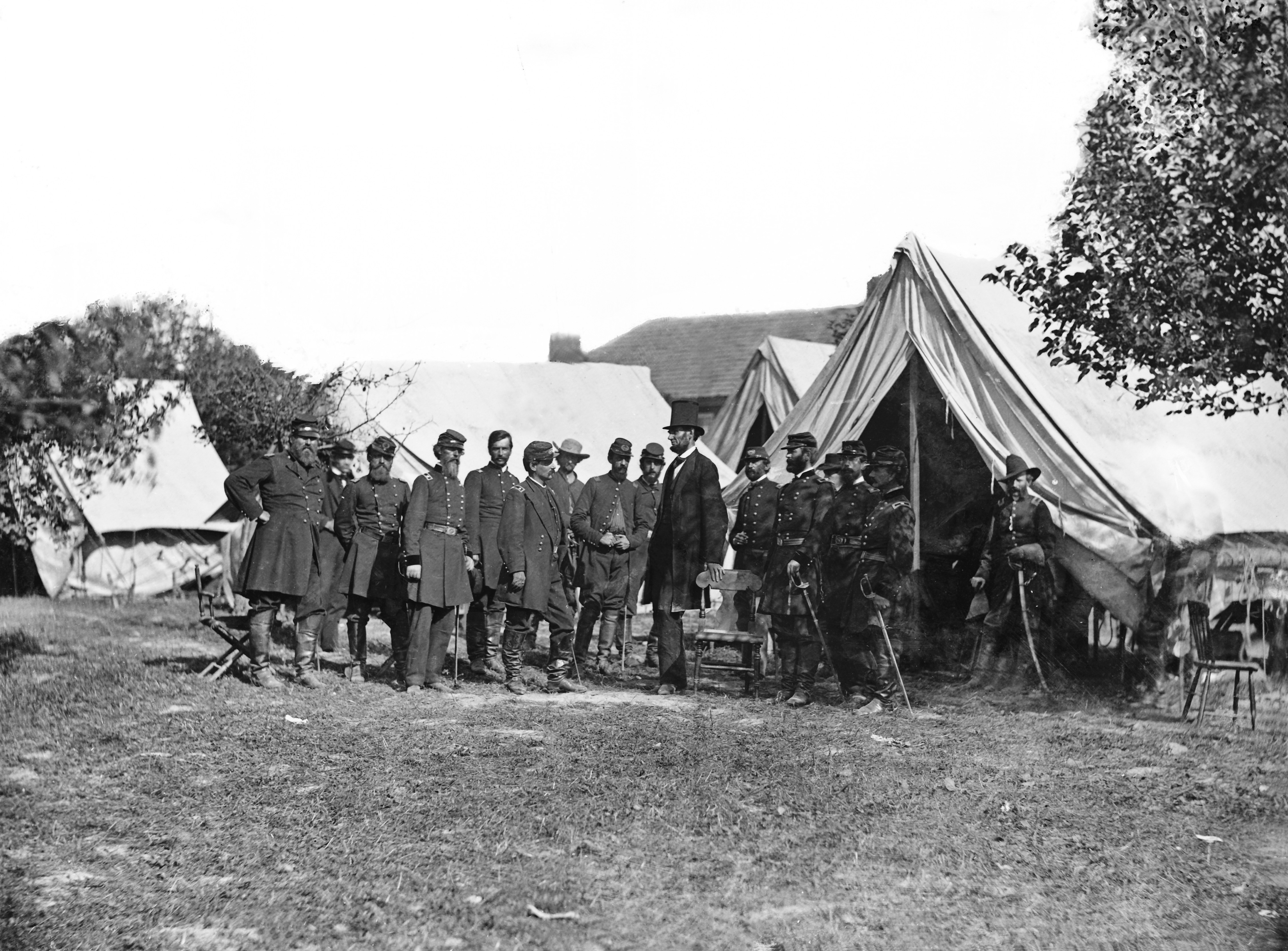
Lincoln McClellannel és törzsével az antietami csatát követően. Balról számolva az ötödik Alexander S. Webb, az V. hadtest törzsfőnöke; a hatodik McClellan; a nyolcadik dr. Jonathan Letterman; a tizedik Lincoln; a tizenegyedik Henry J. Hunt; a tizenkettedik Fitz John Porter; a tizenötödik Andrew A. Humphreys; a tizenhatodik George Armstrong Custer százados

Az 1862. szeptember 17-én lezajlott antietami csata az amerikai katonai történelem legvéresebb napja volt. A létszámhátrányban harcoló konföderációs katonák elkeseredetten és hatékonyan küzdöttek. McClellan jelentős túlereje ellenére is képtelen volt hatékonyan összpontosítani erőit, miáltal Lee az uniós támadásokat egyenként verte vissza, mindig megfelelően átcsoportosítva egységeit az állásai ellen: sorrendben először a balszárnyon, aztán a centrumban, majd végül a jobbszárnyon indított rohamok irányában. McClellan megint vonakodott tartalékának harcba vetésétől, melyet a helyi sikerek további kiaknázására használhatott volna fel. James M. McPherson történész rámutatott, hogy a McClellan tartalékát képző két hadtest önmagában nagyobb volt Lee teljes haderejénél. Ennek oka azt volt, hogy McClellan, mint általában, ezúttal is saját hadseregét tekintette létszámhátrányban levőnek.

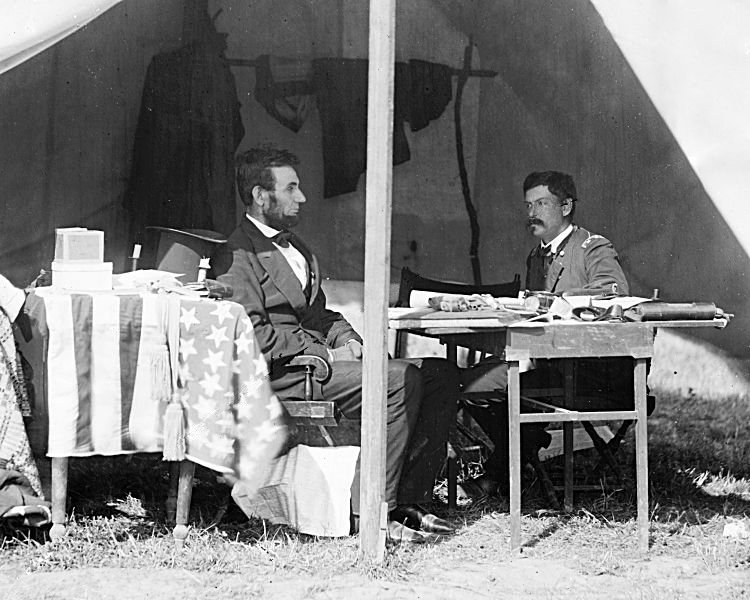
Lincoln McClellan sátrában az antietami csatát követően

A taktikailag döntetlenül végződő csatát követően Lee arra kényszerült, hogy visszavonuljon Virginiába, és ezzel feladta a stratégiai kezdeményezést, ami az uniós erők győzelmét jelentette. McClellan Washingtonba küldött távirata szerint: „Győzelmünk teljes, az ellenséget visszavertük Virginiába.” A háborús kabinet nyilvánvaló csalódottsággal vette tudomásul, hogy McClellan nem tudta tönkreverni Lee hadseregét, pedig annak erejét jóval felülmúlta, és háttal nekiszorította a Potomac folyónak. 
Beosztott parancsnokai hibái is közrejátszottak a fiaskóban, mint például Ambrose Burnside vontatott átkelése a róla elnevezett hídon, valamint Edwin V. Sumner vakon, felderítés nélkül végrehajtott támadása. Ezeket a hibákat azonban a teljes hadsereg ereje semlegesítette volna. Emellett a hétnapos ütközethez hasonló módon McClellan parancsnoki állása túlságosan távol volt a harcoktól, hogysem személyesen irányíthatta volna a csata kimenetelét. Lovasságával sem végeztetett felderítést. Az ütközet teljes haditervét nem osztotta meg hadosztályparancsnokaival, mely lehetővé tette volna számukra a körzetükön kívüli kezdeményező fellépést és a csata lefolyásához való rugalmas alkalmazkodást. Emellett McClellan túlságosan hajlamos volt figyelembe venni az óvatosságra intő tanácsokat a tartalékerők bevetésekor. Amikor a derékhad jelentős áttörését ki lehetett volna aknázni, Fitz John Porter azt mondta McClellannek: „Vezérőrnagy úr, kérem vegye figyelembe, hogy parancsnokságom alá a Köztársaság utolsó hadseregének utolsó tartaléka van rendelve.”
A csata döntetlen kimenetele ellenére Antietamet a polgárháború egyik fordulópontjának tartják, mivel véget vetett Lee első északi hadjáratának, s ezzel lehetővé tette, hogy Lincoln szeptember 22-én kihirdesse az 1863. január 1-jén életbe lépő emancipációs kiáltványt. Lincoln korábban szándékozott ezzel a nyilvánosság elé lépni, de a kabinet tanácsára várt az első uniós győzelemig, nehogy kétségbeesés szülte lépésnek hasson az elfoglalt déli területek négereinek felszabadítása. Az unió stratégiai győzelme és Lincoln kiáltványa jelentős szerepet játszottak benne, hogy a Francia Császárság és az Egyesült Királyság tovább halogassa a konföderáció elismerését. Némelyek azt gyanítják, hogy egy újabb uniós vereség után az elismerés megszületett volna. McClellan nem tudott róla, hogy harci sikerein múlik a rabszolgák felszabadításához vezető út első nagy lépése.
Mivel McClellan Antietam után nem üldözte a visszavonuló Lee-t, Lincoln november 5-én leváltotta, és november 7-én Ambrose Burnside vezérőrnagyot nevezte ki a Potomac-hadsereg élére. McClellan feleségének azt írta levelében: „Akiknek értékítéletében bizodalmam van, azt mondják, hogy ragyogóan vezettem a csatát és hogy a hadvezetés remekművét alkottam. … Szerintem mindent megtettem, amit csak elképzelni lehet, azért, hogy két ízben is megmentsem az országot. … Csekély büszkeséget érzek, hogy egy megvert és demoralizált hadsereggel ily mértékben le tudtam győzni Lee-t. … Nos, bízom benne, hogy nemsokára a történelem igazságot fog szolgáltatni nekem”.

## Az 1864-es elnökválasztás

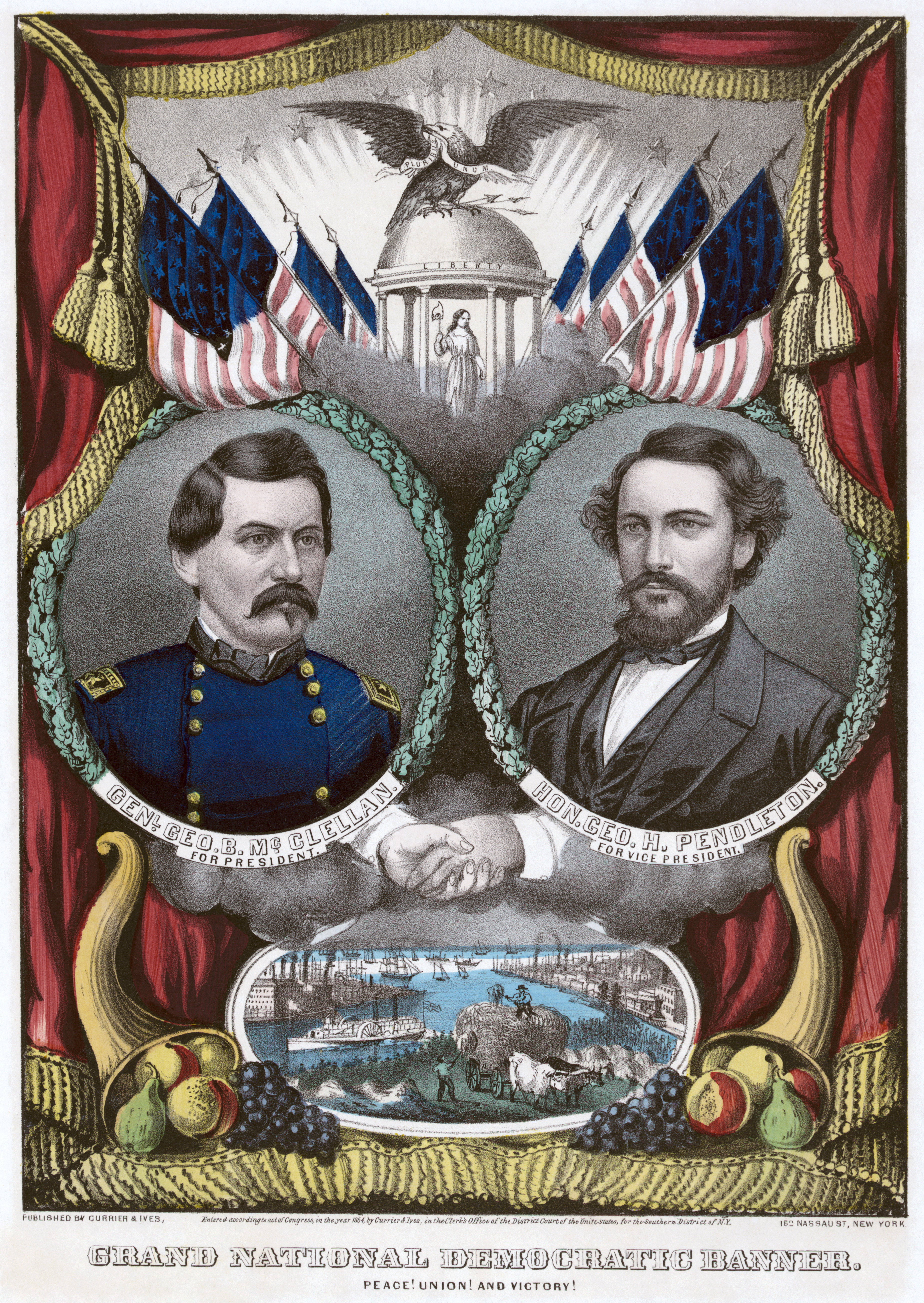
Currier and Ives lenyomat a demokrata párti elnökválasztási tablóról, 1864.

Stanton hadügyminiszter utasításba adta McClellannek, hogy jelentkezzen a New Jersey-beli Trentonban további parancsokért, noha ilyeneket nem adott. A háború előrehaladtával többször is szorgalmazták, hogy a Kis Mac-et hívják vissza és adjanak neki fontos parancsnoki beosztást, főképpen a fredericksburgi és a chancellorsville-i vereségek után, majd azt követően, hogy Robert E. Lee megindította Észak ellen a gettysburgi hadjáratot, illetve mikor Jubal Early csapatai 1864-ben Washingtont fenyegették. Ulysses S. Grant vezérkari főnöki kinevezése után megvitatta McClellan visszatérésének lehetőségét egy meg nem határozott feladatkörbe. Mindezen lehetőségeket keresztülhúzta azonban a republikánus kormányzat azon meggyőződése, hogy McClellan politikai veszélyt jelent rájuk nézve. McClellan hónapok munkájával összeállított részletes jelentése felölelte két hadjáratát és a sikeres hadsereg szervezési feladatait. A jelentés választ adott kritikusainak és igazolta tetteit, valamint megvádolta az adminisztrációt, hogy ellehetetlenítették és megtagadták tőle a szükséges erősítéseket. A háborús kabinet nem hozta nyilvánosságra a jelentést, mert annak 1863. októberi elkészülte után McClellan demokrata párti színekben kezdett politizálni.

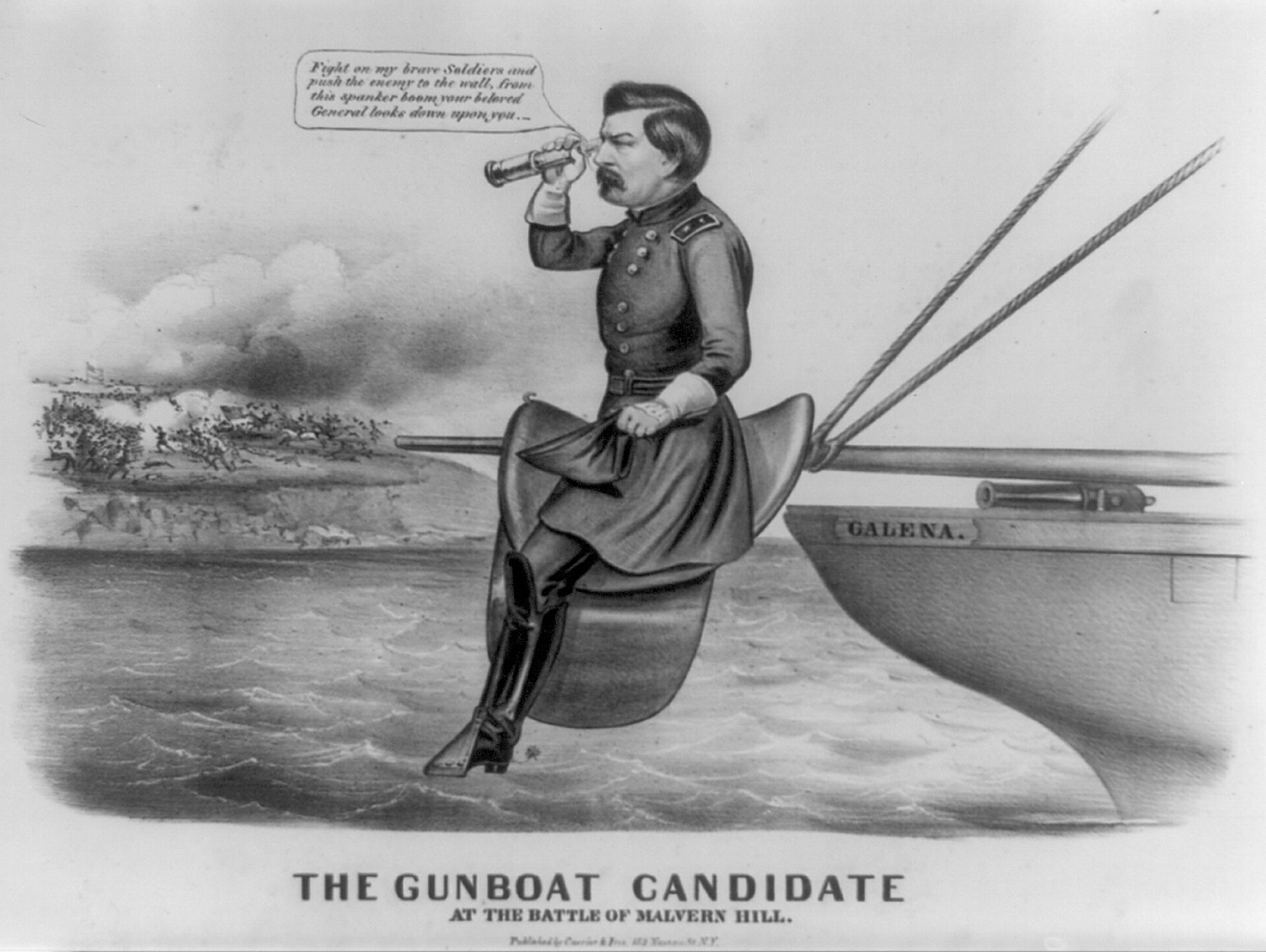
McClellanről készül gúnyrajz, melyet politikai ellenfelei készíttettek az 1864-es elnökválasztási kampány során

Az 1864-es Demokrata Nemzeti Konvenció McClellant választotta elnökjelöltnek, akinek a republikánusok jelöltjével, Lincolnnal kellett megküzdenie. Winfield Scotthoz hasonlóan még aktív szolgálatban álló tábornokként mérette meg magát a választáson 1864. november 8-án. McClellan támogatta a háború folytatását és az Unió helyreállítását (a rabszolgaság eltörlését viszont nem), amely éles ellentétben állt a rézfejű demokraták vezére, az ohiói Clement Vallandigham által írt pártprogrammal. Ez a program a Konföderációval vívott harcok azonnali beszüntetésére szólított fel. McClellan kénytelen volt megtagadni és szembehelyezkedni vele, ami megnehezítette és kissé döcögőssé tette a kampányt. A Demokrata Párt által választott alelnöke, az ohiói békepolitikus, George H. Pendleton sem könnyítette meg helyzetét.
A párt mély megosztottsága és a Nemzeti Uniópárt név alatt induló háborúpárti koalíció szilárdsága, valamint az 1864 őszén aratott katonai sikerek aláásták McClellan esélyeit. Lincoln kényelmes többséggel nyert, 212 elektori szavazatot szerezve a demokraták 21 voksa ellenében, mely az összes szavazatok 55%-át jelentette. Hiába volt McClellan mindent felülmúlóan népszerű csapatai körében, a hadsereg 3:1-hez arányban Lincolnra szavazott; a Potomac-hadseregen belül McClellan csak a szavazatok 30%-át tudta megszerezni.

## A háborút követő évek
A háború következtében McClellan és családja Európába települt át, és onnan csak 1868-ban tért haza. Ezalatt nem folytatott politikai tevékenységet. Visszatérte után a Demokrata Párt mutatott némi hajlandóságot rá, hogy ismét elnöknek jelölje, de mikor világos lett, hogy a republikánusok Ulysses S. Grantet jelölik, az érdeklődés kihunyt. McClellan mérnöki feladatokon dolgozott New Yorkban, és elvállalta az újonnan alapított Kaliforniai Egyetem elnökségét is.
1870-ben a New York-i Kikötőfelügyeleti Hatóság főmérnöke lett. A pozíció nyilvánvalóan nem vette igényelte teljes egészében, mert 1872-től az Atlantic and Great Western Railroad vasúttársaság elnöki tisztjét is betöltötte. Ezután családjával együtt hajóra szállt, és újabb hároméves európai tartózkodásra utazott 1873 és 1875 között.
1877 márciusában Lucius Robinson kormányzó McClellant jelölte elsőként New York állam Közmunkaügyi igazgatójának, melyet az állami szenátus visszautasított, mondván: a feladat ellátásához nem ért.
1877-ben a Demokrata Párt meglepetésszerűen McClellant jelölte New Jersey-beli kormányzónak, annak ellenére, hogy nem mutatott heves vágyat a poszt elnyerésére. Elfogadta a jelölést, és megválasztották az 1878-tól 1881-ig tartó időszakra. Ezalatt óvatos, megfontolt lépésekkel, konzervatív módra igazgatta államát, és nem vett részt a politikai sárdobálásban. Politikai karrierjének utolsó akkordjaként szilárdan támogatta Grover Cleveland elnök 1884-es megválasztását. Szerette volna elnyerni a hadügyi tárcát Cleveland kabinetjében, melyre kétségtelenül igen alkalmas lett volna, de New Jersey-beli politikai ellenlábasai megakadályozták jelölését.
McClellan utolsó éveit utazással és írással töltötte, ekkor született meg visszaemlékezése McClellan's Own Story címmel (halála után, 1887-ben adták ki), melyben védelmezte háborús tevékenységét. 58 éves korában, többhetes mellkasi fájdalmak után szívroham következtében a New Jersey-beli Orange-ben váratlanul meghalt. 1885. október 29-én kiejtett utolsó szavai a következők voltak: „Most már jobban érzem magam. Köszönöm.” A trentoni Riverview Cemetery-ben temették el, New Jersey-ben.
Fia, George B. McClellan, Jr. (1865–1940) Drezdában született, családja első európai körútján. A családi berkekben Maxnek hívták; szintén politikai pályára lépett: kongresszusi képviselő volt és New York polgármestere 1904-től 1909-ig. McClellan lánya, Mary („May”) (1861–1945) francia diplomatához ment feleségül, és élete legnagyobb részét külföldön élte le. Felesége, Ellen a franciaországi Nizzában halt meg May lányát meglátogatva a Villa Antietamben. Sem Maxnek, sem Maynek nem születtek gyermekei.

## McClellan megítélése

### Kritikusai véleménye
A New-York Evening Post McClellan nekrológjában azt írta: „Valószínűleg nincs olyan katona, akinek parancsnoki kvalitásait hevesebben vitatnák ily kevés küzdelem és ily röpke vezényleti idő után”. A heves vita azóta is folyik. McClellant általában a polgárháború leggyengébb képességű tábornokai közé sorolják. Ennek ellenére képességeinek és tehetségének megítélése a korszakot tanulmányozó történészek megítélésében eltér. Rendszerint kiemelik szervezési képességeit és csapataival való kimagasló kapcsolatát. 
Katonái általában szeretettel emlegették Kis Mac-ként; mások néha az Ifjú Napóleon nevet aggatták rá. A harcba bocsátkozástól való vonakodását általában az attól való erős ódzkodásnak szokták tulajdonítani, hogy embereit megkímélje vérük hullatásától. Ironikus módon pont ez vezetett oda, hogy az ellenség legyőzésére adódó jó alkalmakat elszalasztották, s ezáltal valószínűleg drágábbá vált a győzelem kivívása, s többen haltak meg a hatalmas csatákban. A sikeresnek tartott vezetők, mint Grant és Lee agresszívebbek voltak és több kockázatot vállaltak nagyobb ütközetek megvívásával az esetben is, ha az előkészületek nem tökéletesen folytak le. McClellan saját maga így írta le óvatos természetét memoárjában:
|  | „Mindig is az volt a véleményem, hogy a hadműveletek optimális lefolyásának módja az, ha nem teszünk elhamarkodott mozdulatokat, amíg a körülmények engedte felkészülés be nem fejeződött és sosem vállalunk csatát ha az elérhető nyereség nem ér fel az elszenvedhető veszteséggel.” |
|  | |

McClellan nem gyávaságból ódzkodott ellensége megtámadásától, hiszen személyes bátorságát éppen eleget bizonyította a mexikói háború folyamán. A vele szemben mélységesen kritikus Stephen Sears szerint:
|  | „Tények garmadája utal arra, hogy a csata közbeni parancsnoklás szörnyű idegi megterhelése romba döntötte erkölcsi bátorságát, különösen mikor annyira szeretett Potomac-hadseregének tagjait irányította. Legfőbb katonai felelősségének nyomása alatt a parancsnoklás vágya elpárolgott belőle. A hétnapos csata glendale-i és Malvern Hill-i ütközeteiben kínjai csúcsfokára ért, és felelőssége elől meghátrálva elhagyta a csatateret. Antietamnél, ahol nem volt hova mennie bénító döntésképtelenségbe esett. Hosszabb idő távlatából megítélve McClellan vezérőrnagy sikeresen és kiegyensúlyozottan tudta teljesíteni feladatát beosztott tisztként és valamivel kisebb mértékben, de stratégiai tervezőként is, viszont harctéri főparancsnokként nem remekelt.” |
|  | |

McClellan megítélését nagyban befolyásolta saját memoárjában megjelentetett levelezése. Allan Nevins történész szerint „történelmet tanulmányozó szakemberek örökké hálát kell rebegniük amiatt, hogy McClellan ily nyíltsággal tárta fel hibáit halála után megjelent könyvében”. Doris Kearns Goodwin állítása szerint McClellan háború alatti személyes levelezése arra világít rá, hogy szerette volna a saját szerepét felnagyítani és saját vállát megveregetni. A könyv első kéziratát 1881-ben zárta le a szerző, de az később egy tűzben megsemmisült. McClellan elkezdte újraírni McClellan's Own Story címen, de váratlan halála 1887-ben megakadályozta a befejezésben. Irodalmi szerkesztője, William C. Prime, a McClellant pozitívan elbíráló New York-i Journal of Commerce szerkesztője 250, feleségének, Ellennek írt levelének kivonatait jelentette meg, melyben feltárta legbensőbb érzelmeit és szabadjára engedett véleményét.

### Méltatói véleménye
Robert E. Lee fia emlékezett arra, hogy apját egy ízben megkérdezte unokatestvére, kit tartott a polgárháborúban az uniósok legtehetségesebb parancsnokának. Lee azt a nyomatékos feleletet adta: „Kétségkívül McClellant!”
Miközben McClellan reputációja a néger polgárjogi mozgalom erősödésével párhuzamosan hanyatlott, létrejött egy kisebb, de elszánt polgárháborús történészek alkotta csoport, mely szerint McClellant négy különböző okból igazságtalanul ítélték meg.
- McClellan hívei azt állítják, hogy a tábornok erős személyes karizmával megáldott, konzervatív, Demokrata párti elkötelezettségű ember volt, s ezért a radikális republikánusok politikai jelentőségétől félve szántszándékkal ellehetetlenítették hadműveleteit.[122]
- Mivel a polgárháború valós nyertesei a radikális republikánusok voltak, nekik nyílt lehetőségük a történelem át- és megírására, elsődleges politikai riválisukat, McClellant a lehető legrosszabb fénybe állították.[123]
- A történészek hajlamosak az Egyesült Államok egyik legikonikusabbá tett alakja, Lincoln szekerét tolni és az uniós csapatok kezdeti katonai baklövéseit Lincoln és hadügyminisztere, Stanton helyett McClellan nyakába varrni, hogy a felelősséget elhárítsák idoljaikról.[124]
- Lincoln és Stanton aktívan ellehetetlenítette McClellant annak a déli igényekkel szemben mutatott engedékeny hozzáállása miatt, mely oda is vezethetett volna, hogy a háborút nem a rá végül jellemző totális pusztítással fejezték volna be, például ha Richmondot mindjárt a háború elején beveszik a Virginia-félszigeti hadjárattal.[125]

Az ebbe a szellemi iskolába tartozó szakemberek azt hirdetik, hogy McClellant sokkal inkább bevallottan érdes, csiszolatlan modora miatt támadják, mint valós katonai teljesítménye miatt.
Sokat idézik Grant véleményét McClellannel kapcsolatban, de javarészt csak egy kiragadott mondatát. A teljes idézet így szól:
|  | „McClellan számomra a háború egyik rejtélye marad. Már fiatalemberként is rejtélyes volt. Általában minden lehetséges alkalommal óriási formátum felvillantásával kápráztatott el. Emellett azonban teljesítménye is szokatlan, hiszen tanult és tudós ember. Sohasem tanulmányoztam hadjáratait eléggé, hogy meg tudjam határozni katonai képességeit, de minden eddigi benyomásom a javára szól. Teljes mértékben hűségesnek és hazafinak tartom. Ám a teszt, melynek kitették, szörnyű lett volna bárkinek, akit a háború elején neveztek ki vezérőrnaggyá. Számomra mindig úgy tűnt, hogy kritikusai nem veszik figyelembe azt a hatalmas és nyomasztó felelősséget - a háború mindannyiunk számára újdonság volt, a hadsereg is vadonatúj volt, minden kezdeti tennivalóval és a közvélemény, valamint a Kongresszus kezelhetetlen volt. McClellan fiatalon csöppent bele ebbe, és ha kudarcot vallott, akkor az a körülmények lebírhatatlansága miatt történt. Ha Sherman, Thomas, vagy Meade mintájára alulról küzdheti fel magát legfelülre, nincs miért kételkedjek, hogy hozzánk hasonlóan magas megbecsülésben részesül.” |
|  | |

## Emlékezete
Számos földrajzi helyet és intézményt neveztek el George B. McClellanről. Ezek közé tartozik Fort McClellan erődje Alabamában, McClellan Butte a Mount Baker-Snoqualmie Nemzeti Park erdősége, amin maga is átutazott, mikor a Pacific Railroad földmérésén dolgozott 1853-ban. Ezek mellett McClellan tábornoknak állít emlékezetet a Washingtonban és a Philadelphia City Hall előtt álló bronz lovas szobor.

## Fordítás
- Ez a szócikk részben vagy egészben  a   George B. McClellan című angol Wikipédia-szócikk ezen változatának fordításán alapul.  Az eredeti cikk szerkesztőit annak laptörténete sorolja fel. Ez a jelzés csupán a megfogalmazás eredetét és a szerzői jogokat jelzi, nem szolgál a cikkben szereplő információk forrásmegjelöléseként.

### McClellannel foglalkozó irodalom
- The Mexican War Diary of George B. McClellan (William Starr Myers, Editor). Princeton: Princeton University Press, 1917
- Bayonet Exercise, or School of the Infantry Soldier, in the Use of the Musket in Hand-to-Hand Conflicts (translated from the French of Gomard), 1852. Reissued as Manual of Bayonet Exercise, Prepared for the Use of the Army of the United States. Philadelphia: J.B. Lippincott & Co., 1862
- The Report of Captain George B. McClellan, One of the Officers Sent to the Seat of War in Europe, in 1855 and 1856, 1857. Reissued as The Armies of Europe, Comprising Descriptions in Detail of the Military Systems of England, France, Russia, Prussia, Austria, and Sardinia. Philadelphia: J.B. Lippincott & Co., 1861
- European Cavalry, Including Details of the Organization of the Cavalry Service Among the Principal Nations of Europe. Philadelphia: J.B. Lippincott & Co., 1861
- Exploration of the Red River of Louisiana in the Year 1852 (with Randolph B. Marcy). Washington: A.O.P. Nicholson, 1854
- Regulations and Instructions for the Field Service of the United States Cavalry in Time of War, 1861. Reissued as Regulations and Instructions for the Field Service of the U.S. Cavalry in Time of War. Philadelphia: J.B. Lippincott & Co., 1862
- McClellan's Own Story: The War for the Union, The Soldiers Who Fought It, The Civilians Who Directed It and His Relations to It and to Them (William C. Prime, Editor). New York: Charles L. Webster & Company, 1887
- The Life, Campaigns, and Public Services of General George B McClellan. Philadelphia: T.B. Peterson & Brothers, 1864
- The Democratic Platform, General McClellan's Letter of Acceptance. New York: Democratic National Committee, 1864
- The Army of the Potomac, General McClellan's Report of Its Operations While Under His Command. New York: G.P. Putnam, 1864
- Report of Major General George B McClellan, Upon the Organization of the Army of the Potomac and Its campaigns in Virginia and Maryland. Boston: Boston Courier, 1864
- Letter of the Secretary of War by George Brinton McClellan. Washington: Government Printing Office, 1864
- West Point Battle Monument, History of the Project to the Dedication of the Site (Oration of Major-General McClellan). New York: Sheldon & Co., 1864